# 9/11-Kommission

Siegel der 9/11-Kommission

Die 9/11-Kommission (engl. 9/11 Commission, Volltitel: National Commission on Terrorist Attacks Upon the United States; manchmal Kean-Hamilton-Commission) war ein parteiübergreifender Ausschuss des US-Kongresses. Sie bestand vom 22. Dezember 2002 bis zum 21. August 2004 und untersuchte die Ursachen der Terroranschläge am 11. September 2001 in den USA.
Ihr Abschlussbericht vom 22. Juli 2004 stellt gemäß dem gesetzlichen Kommissionsauftrag detailliert Planung, Vorbereitung und Durchführung der Anschläge, die Erstreaktionen der US-Behörden, die Antiterrorpolitik der US-Regierungen seit 1993 und Vorwarnungen dar. Als Hauptursache dafür, dass die Anschläge nicht verhindert wurden, benennt er fehlende Zusammenarbeit von CIA und FBI. Daraus leitet er Empfehlungen an die US-Regierung für notwendige Strukturreformen in den Behörden und sonstige Maßnahmen ab.
Der Kommissionsbericht ist eine Hauptquelle der historischen Forschung zu den Anschlägen. Kritik erfuhr vor allem, dass er keine Verantwortlichen für das Behördenversagen benennt, wichtige Akten nicht in die Prüfung einbezog, einige Spuren nicht erwähnte, anderen nicht nachging, und sich auch auf Aussagen von Al-Qaida-Mitgliedern stützt, die unter Folter getätigt wurden.

## Vorgeschichte
US-Präsident George W. Bush, seine Minister und Vertreter der Federal Aviation Administration (FAA) behaupteten nach dem 11. September immer wieder, niemand habe derartige Anschläge vorhersehen können und davor gewarnt. In der Folgezeit machten US-Medien jedoch viele vorausgegangene ähnliche Anschlagspläne und -versuche bekannt:
- 1994 entführten vier algerische Islamisten ein Passagierflugzeug und ließen es volltanken, um es in den Eiffelturm in Paris zu fliegen.
- 1995 verhinderte Polizei in Manila knapp die „Operation Bojinka“, die zwei mit Osama bin Laden verbundene Islamisten geplant hatten. Der festgenommene Abdul Hakim Murad sagte aus, er habe zusammen mit Ramzi Ahmed Yousef Passagierflugzeuge entführen und in das CIA-Hauptquartier in Langley (Virginia), das Pentagon[1] oder das World Trade Center (WTC) fliegen wollen. Die Philippinen hatten das FBI 1995 vollständig über diese Ermittlungsergebnisse informiert; dieses war dem Plan jedoch nicht nachgegangen.[2]
- 1996 sagte Murad aus, er habe an vier Flugschulen in den USA das Fliegen gelernt und das für den Plan nutzen wollen. Das FBI entdeckte zudem 1998, dass ein Anhänger Bin Ladens eine Flugschule in Oklahoma besucht hatte. Inhaftierte Beteiligte der Anschläge Al-Qaidas auf US-Botschaften in Ostafrika sagten aus, Bin Laden habe öfter Anhänger zum Fliegenlernen in die USA beordert, angeblich für zivile Zwecke. Im August 2001 erfuhr das FBI, dass auch Zacarias Moussaoui zeitweise Flugschüler in Oklahoma war. Dennoch behaupteten FBI-Sprecher im Mai 2002, man habe keine Beweise für Flugtraining von Al-Qaida-Anhängern in den USA gefunden und die Benutzung von Flugzeugen als Waffen nicht ahnen können.[3]
- Im August 1998 drohte ein britischer Islamist, Bin Laden werde ein Flugzeug zum Absturz bringen oder entführen, um die USA zu demütigen. Die FAA erwähnte die Drohung in ihrem Jahresbericht von 1999.[4]
- Im September 1999 beschrieb ein Terrorexperte für das National Security Council unter anderem das Szenario: „Selbstmordbomber, die zum Al-Qaida-Märtyrerbataillon gehören, könnten ein mit hochexplosiven Stoffen bepacktes Flugzeug in das Pentagon, das Hauptquartier der CIA oder das Weiße Haus abstürzen lassen.“
- Vor dem G8-Gipfel in Genua 2001 (20.–22. Juli) warnten mehrere ausländische Geheimdienste die USA, Islamisten um Bin Laden könnten ein Flugzeug auf den Konferenzort abstürzen lassen, um Bush und andere Staatsführer zu töten. US-Antiterrorexperten verwarfen die Warnung, ließen Bush aber auf einem Flugzeugträger übernachten.[5] Italiens Regierung sperrte den Luftraum über Genua, ließ Flugabwehrraketen aufstellen und Abwehrjets kreisen. Gianfranco Fini erinnerte nach dem 11. September 2001 an Italiens Anschlagswarnung an die USA.[6]
- Am 5. Juli 2001 verfasste FBI-Agent Kenneth Williams das „Phoenix-Memo“: Mehrere Islamisten hätten sich in eine Flugschule in Phoenix (Arizona) eingetragen und seien allzu verdächtig an Flughafensicherheit interessiert. Sein Vorgesetzter und er rieten dringend dazu, ähnliche Flugschulen landesweit zu durchsuchen, um festzustellen, ob Al-Qaida die zivile Luftfahrt der USA zu infiltrieren versuche. Die FBI-Büros in Washington/DC und New York ließen die Nachricht unbeachtet.[7]
- Am 16. August 2001 nahm das FBI Moussaoui fest, weil er in einer Flugschule in Minneapolis Interesse daran geäußert hatte, einen Passagierjet fliegen, nicht aber starten und landen zu lernen. Seine Fluglehrer hatten das FBI gewarnt, er könne versuchen, einen vollgetankten Passagierjet in ein Gebäude zu fliegen. Ein FBI-Beamter notierte: Moussaoui sei „jener Typ von Person, der etwas in das World Trade Center fliegen könnte“. Der französische Geheimdienst informierte das FBI Wochen vor dem 11. September, Moussaoui sei ein gefährlicher Islamist. Dennoch lehnten FBI-Juristen den Antrag aus Phoenix ab, Moussaouis PC und seine Wohnung zu durchsuchen. Wie sich nach den Anschlägen herausstellte, enthielt der PC Hinweise auf beteiligte Attentäter.[8]
- Mitte August 2001 benachrichtigte die US-Einwanderungsbehörde die CIA, die Terrorverdächtigen Khalid al-Midhar und Nawaq Alhazmi hielten sich in den USA auf. Daraufhin leitete das FBI eine Suche nach den beiden ein, fand sie aber vor dem 11. September nicht.[9]

Seit Dezember 2001 warben die Senatoren John McCain (Republikanische Partei) und Joe Lieberman (Demokratische Partei) für eine Kommission, die solche Behördenfehler aufklären sollte. Sie fanden im US-Senat aber keine Mehrheit dafür. Auf Initiative von Bob Graham (Demokraten) und Porter Goss (Republikaner) untersuchten die zuständigen Kontrollausschüsse des US-Kongresses von Februar bis Dezember 2002 gemeinsam die Geheimdienstaktivitäten vor und nach den 9/11-Anschlägen (Joint Inquiry into Intelligence Community Activities before and after the Terrorist Attacks of September 11, 2001). Die 37-köpfige Kommission prüfte etwa 500.000 Geheimdienstdokumente und befragte etwa 600 Personen in neun öffentlichen und 13 nichtöffentlichen Sitzungen. CIA, FBI und Weißes Haus unterstützten sie entgegen vorherigen Zusagen kaum. Nur 24 von 800 Seiten des Abschlussberichts durften veröffentlicht werden. Der Bericht zeigte Fehler beim Sammeln und Austausch geheimdienstlicher Informationen auf, enthielt aber keine Dokumente zum Verhalten der Regierung vor den Anschlägen. Bush verweigerte deren Herausgabe mit Berufung auf die Gewaltenteilung.
Am 15. Mai 2002 berichtete der US-Nachrichtensender CBS: Ein Tageskurzbericht für den Präsidenten (President’s Daily Brief, abgekürzt PDB) vom 6. August 2001 habe Bush gewarnt, ein Angriff von Bin Laden könne Flugzeugentführungen einschließen. Bushs Sprecher Ari Fleischer erklärte dazu, das PDB habe nicht davor gewarnt, Selbstmordattentäter könnten Flugzeuge als Bomben benutzen. Den Text des PDB gab er nicht bekannt. Am 19. Mai 2002 machte The Washington Post den Titel des PDB bekannt: „Bin Laden Determined to Strike in U.S.“. Damit wuchs der öffentliche Druck enorm, das Behördenversagen vor dem 11. September gründlicher aufzuklären. Senatorin Hillary Clinton und andere Demokraten forderten, das PDB zu veröffentlichen.
Am 16. Mai 2002 sagte Sicherheitsberaterin Condoleezza Rice dazu: „Ich glaube nicht, irgendjemand hätte vorhersagen können, dass diese Leute ein Flugzeug nehmen und es in das World Trade Center rammen, ein weiteres nehmen und es in das Pentagon rammen, dass sie versuchen würden, ein Flugzeug als Rakete zu benutzen.“ Zwar hätten die Geheimdienste seit Dezember 2000 vor einem Angriff Al-Qaidas in den USA gewarnt und seit Mai 2001 einen größeren Anschlagsplan geahnt, aber keiner ihrer Hinweise darauf sei präzise gewesen. Selbst auf Bushs Nachfrage hätten sie das Weiße Haus nicht über Entwicklungen informiert, die nachträglich betrachtet Warnungen enthielten. Die in unteren Behördenebenen umlaufenden Puzzleteile seien nie zusammengesetzt worden, weil die Behörden sie nicht ausgetauscht oder nicht weiterverfolgt hätten. Von Moussaouis Flugtraining und dem Phoenix-Memo habe Bush nichts erfahren. Es sei unüblich, den Präsidenten über solche Details zu informieren. Auch das PDB vom 6. August 2001 erscheine nur nachträglich bedeutsam. Die darin enthaltene Warnung vor Flugzeugentführungen beruhe auf einem unbestätigten britischen Geheimdienstbericht von 1998, der sich auf das Freipressen eines Al-Qaida-Häftlings bezogen habe. Dass Al-Qaida Flugzeuge für Anschläge in den USA entführen könnte, sei seit 1995 bekannt gewesen. Sie betonte: „Es war keine Warnung. Es erwähnt keine spezifische Zeit, Orte oder Methode.“ Vor dem 11. September habe man nach ganz etwas anderem Ausschau gehalten.
Tatsächlich hatten US-Geheimdienste seit 1991 mindestens zwölf Mal davor gewarnt, dass Islamisten entführte Flugzeuge als Bomben benutzen könnten. Kristen Breitweiser, eine Vertreterin der Opferfamilien des 11. September, stellte die Behauptung von Condoleezza Rice daher in Frage. Die Opferfamilien forderten umfassende Aufklärung der Anschlagsursachen durch eine unabhängige Kommission mit einem umfassenden Auftrag, selbstbestimmten Untersuchungsmethoden und unbegrenztem Zugang zu allen relevanten Materialien und Zeugen. Als sich das Scheitern der Joint Inquiry abzeichnete, reisten sie im Juni 2002 nach Washington DC und warben dort für die regierungsunabhängige Kommission. Bush und die meisten Republikaner lehnten ihren Vorstoß ab: Die Joint Inquiry habe das Geheimdienstverhalten ausreichend geprüft; eine weitere Kommission werde die nationale Führung vom Krieg gegen den Terror ablenken. Immer mehr Medienberichte über missachtete Hinweise auf Terrorpläne Al-Qaidas und auf Terrorzellen in den USA kamen den Opferfamilien jedoch zu Hilfe. McCain und Lieberman unterstützten ihr Anliegen.
Bush verzögerte die Zustimmung zu einer unabhängigen Kommission 14 Monate lang und versuchte, deren Befugnisse einzuschränken. Er wollte eine öffentliche Diskussion über Fehler seiner Regierung vor dem 11. September verhindern. Die Demokraten fürchteten ihrerseits, die Kommission werde Bill Clintons Vorgängerregierung verantwortlich machen. Auf Druck der „Jersey Girls“ (vier Witwen aus New Jersey: Lorie Van Auken, Kristen Breitweiser, Patty Casazza, Mindy Kleinberg) hin stimmte das Weiße Haus am 15. November 2002 schließlich einem Entwurf des Repräsentantenhauses zu: Danach sollte die Kommission aus je fünf Vertretern der Republikaner und der Demokraten bestehen und 18 Monate Zeit für Anhörungen erhalten. Sie sollte jede Person befragen dürfen, die mindestens sechs Kommissionsmitglieder vorladen wollten, auch Vertreter der Geheimdienste, der Einwanderungsbehörden und Diplomaten. John McCain sollte die Vertreter seiner Partei, Bush sollte den Kommissionsvorsitzenden bestimmen. Bis zum 15. Dezember 2002 sollten die übrigen Mitglieder benannt werden.

## Kommission

### Mitglieder

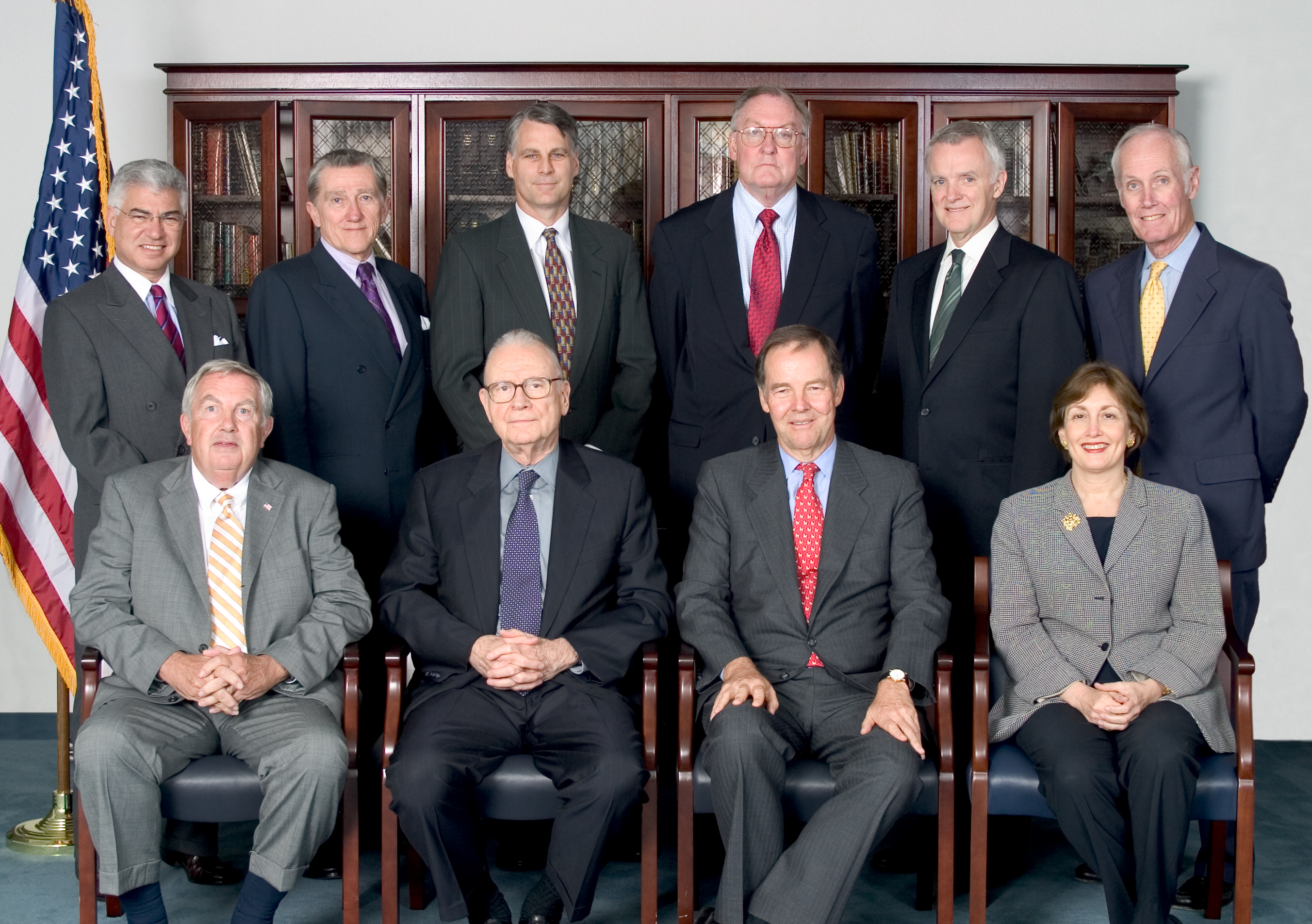
Die zehn Kommissionsmitglieder

Am 28. November 2002 ernannte Bush den früheren Außenminister Henry Kissinger zum Kommissionsvorsitzenden. Die Demokraten bestimmten George J. Mitchell zum Vizevorsitzenden. Die Opferfamilien lehnten Kissinger ab, weil er finanzielle und politische Verbindungen nach Saudi-Arabien hatte, unter anderem zur Familie Bin Laden. Sie wollten die Kommission nur dann unterstützen, wenn alle ihre Mitglieder ihre Einkommensquellen und Wirtschaftsbeziehungen aufdeckten. Am 14. Dezember trat Kissinger zurück, weil er die Kunden seiner Wirtschaftsberatungsfirma nicht namhaft machen wollte. Auch Mitchell war wenige Tage zuvor wegen eines Interessenkonflikts zugunsten seiner Firma zurückgetreten.
Am 17. Dezember ernannte Bush den früheren Gouverneur von New Jersey, Thomas Kean, zum neuen Vorsitzenden. Die Demokraten ernannten Lee H. Hamilton zu seinem Partner. Der US-Kongress wählte neben ihnen acht Abgeordnete für die Untersuchung aus. Für die Republikaner:
- Fred F. Fielding,
- Slade Gorton,
- John Lehman (früherer Marinestaatssekretär),
- James R. Thompson (früherer Gouverneur von Illinois).

Für die Demokraten:
- Richard Ben-Veniste (früherer Chefermittler des US-Kongresses in der Watergate-Affäre),
- Jamie Gorelick,
- Max Cleland, den nach seinem Austritt Bob Kerrey ersetzte,
- Timothy J. Roemer.[19]

Diese zehn Mitglieder führten vor allem die öffentlichen Zeugenbefragungen durch und gaben Erklärungen zum Verlauf der Untersuchung ab. Die eigentliche Arbeit, das Anfordern, Sammeln und Auswerten relevanter Dokumente sowie das Erstellen des Abschlussberichts, oblag einem Stab von 78 Mitgliedern. Dessen Leiter waren Exekutivdirektor Philip Zelikow und sein Stellvertreter Christopher Kojm. Daniel Marcus war Chefberater, Al Felzenberg war Pressesprecher der Kommission.
Die Opferfamilien bildeten das zwölfköpfige Family Steering Committee, dem sich die „Jersey Girls“ anschlossen. Sie akzeptierten Kean als neuen Vorsitzenden, begleiteten die Untersuchung jedoch fortlaufend mit Rückfragen, Kritik und Forderungen. Sie wurden deshalb von Republikanern angegriffen und dadurch zu deren politischen Gegnern. Die Opferangehörigen wollten vor allem die persönliche Verantwortung von Behördenmitgliedern für das Zustandekommen der Anschläge herausfinden und feststellen. Dazu übergab das Familienkomitee der Kommission vor ihrem ersten Treffen eine Liste mit 57 Fragen, die die Untersuchung beantworten müsse. Beim ersten Treffen am 28. Januar 2003 beschloss die Kommission, alle Einkommensquellen ihrer Mitglieder offenzulegen und diese aus Untersuchungsbereichen zu entfernen, wo finanzielle Interessenkonflikte möglich waren.

Kommissionssiegel

### Auftrag
Die Kommission sollte die zwei Hauptfragen beantworten:
1. Wie konnten die Anschläge geschehen?
2. Wie sind derartige Anschläge künftig zu verhindern?

Sie erhielt ihren Auftrag am 27. November 2002 durch ein vom Kongress formuliertes Gesetz. Es verlangte, „alle Fakten und Umstände festzustellen, die zu den Anschlägen gehören, einschließlich solcher, die sich auf Informationsdienste, Strafverfolgungsbehörden, Diplomatie, Einwanderungsthemen, Grenzkontrolle, Finanzströme zu Terrororganisationen, kommerzielle Luftfahrt, die Rolle der Kongressaufsicht, Zuteilung von Ressourcen und andere Bereiche beziehen, die die Kommission als relevant zu bestimmen habe.“
Die Untersuchung sollte vor allem:
- Vorbereitung und Ablauf der Anschläge lückenlos rekonstruieren,
- die Arbeit der für die Verteidigung der USA gegen derartige Anschläge zuständigen Behörden und Organe der Streitkräfte bewerten,
- Vorschläge zur Verhinderung zukünftiger Anschläge ausarbeiten.

Die Kommission sollte ihre Ergebnisse dem Kongress, dem Präsidenten und der Öffentlichkeit in einem gemeinsam ausgearbeiteten Bericht vorlegen. Die physikalischen Einsturzursachen der von den Anschlägen betroffenen Gebäude sollte sie nicht untersuchen. Dazu erhielten die Federal Emergency Management Agency (FEMA) und das National Institute of Standards and Technology (NIST) eigene, mit dem Kommissionsauftrag abgestimmte Untersuchungsaufträge.
Die Vorsitzenden Kean und Hamilton hatten zuvor noch nie zusammengearbeitet, verstanden sich aber gut. Sie hielten trotz Widerständen in der Kommission an Philip Zelikow als Stabsleiter fest, um seine Beziehungen zum Weißen Haus für Akteneinsicht zu nutzen. Sie erklärten 2006, ihnen sei klar gewesen, dass die Kommission zum Scheitern verurteilt oder eben dazu eingesetzt worden sei. Man habe ihre Zersplitterung entlang von Parteilinien, Glaubwürdigkeitsverlust durch Durchsickern von Geheiminformationen, Ablehnung des für die Aufgabe nötigen Zugangs und Entfremdung von den Opferfamilien erwartet. Die begrenzte Zeitfrist und Finanzierung erschwerten die Aufgabe zusätzlich.

## Untersuchung

### Kampf um Dokumente
Während der Untersuchung traten erhebliche Konflikte zwischen der Kommission und Bundesbehörden auf. Diese stellten anfangs nur geringe Mengen der angeforderten Millionen Dokumente zur Verfügung. Besonders das Verteidigungsministerium (DoD) und das Justizministerium verzögerten deren Freigabe. Bush verbot Regierungsmitgliedern zunächst, sich einzeln befragen zu lassen, und verlangte, die Vernehmungen müssten in Gegenwart anderer Regierungsmitglieder erfolgen. Im Juli 2003 beklagten die Kommissionsvorsitzenden diese Praxis als Einschüchterung und stellten den rechtzeitigen Abschluss ihrer Untersuchung in Frage. Daraufhin ließ Bush verlautbaren, er habe die Behörden zu voller und rascher Kooperation angewiesen.
Am 15. Oktober 2003 zwang die Kommission die FAA mit einer Strafandrohung (Subpoena) zur Freigabe von Videobändern, Interview- und Aussageprotokollen von Mitarbeitern. Auch gegen das North American Aerospace Defense Command (NORAD) nutzte sie dieses Rechtsmittel, um weitere Behörden zur rascheren Zusammenarbeit zu bringen. FAA und NORAD fügten sich. Am 26. Oktober 2003 drohte die Kommission dem Weißen Haus mit einer Subpoena zur Freigabe von PDBs an Bush in den Wochen vor den Anschlägen. Bush lehnte erneut ab: Die PDBs beträfen die nationale Sicherheit; ihre Freigabe würde ihre Geheimhaltung und die Rechte der Exekutive gefährden. Regierungsmitglieder fürchteten, mit einigen PDBs könne ein Vorwissen der Regierung von den Anschlägen behauptet werden. Im November 2003 vereinbarten die Kommissionsvorsitzenden mit Bush einen Kompromiss: Das Weiße Haus gewährte zwei Kommissionären (Zelikow und Gorelick) Einsicht in alle PDBs und gab ausgewählte Kopien davon frei. Das PDB vom 6. August 2001 blieb geheim. Die Kommissionäre sollten ihre Notizen abgeben und dem Weißen Haus die Zusammenfassung der PDBs zur Prüfung vorlegen, bevor die übrige Kommission sie erhielt. Max Cleland und die Opferfamilien lehnten diese Vereinbarung als Bruch des Kommissionsauftrags zu unbegrenzter Akteneinsicht strikt ab. Cleland kündigte auch deshalb im Dezember 2003 seinen Austritt aus der Kommission an.
Am 4. Dezember 2003 übergab der Bürgermeister von New York City Michael Bloomberg der Kommission infolge einer Subpoena Aufzeichnungen der Notrufe vom 11. September 2001. Deren Freigabe hatte er zuvor als Verletzung der Privatsphäre von Opfern verweigert. Personennamen waren darin geschwärzt; im Gegenzug erhielten Kommissionsmitglieder täglich 14 Stunden Einsicht in die unzensierten Originaldokumente.
Am 5. Februar 2004 verlängerte das Weiße Haus der Kommission die Frist für den Abschluss ihres Berichts bis Ende Juli 2004. Kritiker vermuteten, damit wolle die Regierung einer Untersuchung über 2004 hinaus wegen des Wahlkampfs zur Wiederwahl Bushs vorbeugen. Nach öffentlichen Vorwürfen des Antiterrorexperten Richard Clarke und erhöhtem Druck der „Jersey Girls“ gewährte Bush der Kommission am 31. März 2004 erweiterten Zugang zu Aufzeichnungen seiner Privatgespräche mit Vizepräsident Dick Cheney vor dem 11. September.

### Befragungen
Die Kommission wertete über 2,5 Millionen Seiten von Dokumenten aus und befragte über 1.200 Personen aus zehn Staaten. Darunter waren 160 direkte Zeugen der Anschläge. An 19 Tagen befragte sie hochrangige ehemalige und amtierende Regierungsvertreter unter Eid, öffentlich und mit Aufzeichnung ihrer Aussagen zu verschiedenen Themen:
- 31. März – 1. April 2003.
- 22.–23. Mai 2003.
- 9. Juli 2003: „Terrorismus, Al-Qaida und die muslimische Welt“
- 14. Oktober 2003: „Nachrichtendienste und der Krieg gegen den Terror“. Befragt wurden James R. Schlesinger, John M. Deutch und James Steinberg.
- 19. November 2003: „Vorbereitung auf Notfälle“
- 8. Dezember 2003: „Sicherheit und Freiheit“
- 26.–27. Januar 2004: „Grenzen, Transport und Umgang mit Gefahren“
- 23.–24. März 2004: „Politik der Terrorismusabwehr“. Befragt wurden Madeleine Albright, Colin Powell, William Cohen, Donald Rumsfeld, George Tenet, Sandy Berger, Richard Clarke und Richard Armitage.
- 8. April 2004: Befragung von Sicherheitsberaterin Condoleezza Rice. Bush erlaubte ihr erst am 31. März 2004, vor der Kommission auszusagen.[33]
- 13.–14. April: „Strafverfolgung und Geheimdienst-Gemeinschaft“. Befragt wurden Louis Freeh, Janet Reno, Thomas J. Pickard, Cofer Black, John Ashcroft, nochmals George Tenet und Robert Mueller.
- 18.–19. Mai 2004: „Antwort auf Notfälle“
- 16.–17. Juni 2004: „Der 9/11-Plan“ und „Nationales Krisen-Management“. Befragt wurde unter anderen General Richard B. Myers, Vorsitzender der Joint Chiefs of Staff.[34]

Zu jeder öffentlichen Anhörung veröffentlichte die Kommission einen Stabbericht mit den bisherigen Erkenntnissen zum Anhörungsthema. Die Stabberichte und aufgezeichneten Zeugenaussagen erschienen im Mai 2004 als Buch (The 9/11 Investigations), das wesentliche Inhalte des Abschlussberichts vorwegnahm.
Bush hatte Condoleezza Rice die Aussage nur erlaubt, wenn die Kommission ihn selbst und Dick Cheney nichtöffentlich, unvereidigt und ohne Aufzeichnung befragen würde. Die demokratischen Kommissionsmitglieder machten diese Bedingung daraufhin auch für die Vorgängerregierung geltend.
- 9. April 2004: Nichtöffentliche Befragung von Ex-Präsident Bill Clinton und Ex-Vizepräsident Al Gore
- 29. April 2004: Nichtöffentliche Befragung von George W. Bush und Dick Cheney.[36]

### Kontroverse um Vorwarnungen
Die öffentlichen Anhörungen von Richard Clarke (24. April 2004) und Condoleezza Rice (8. April 2004) wurden wegen ihrer Brisanz mit besonderer Spannung erwartet. Beide vertraten gegensätzliche Linien der Antiterrorpolitik. Clarke war seit 1992 ununterbrochen Antiterrorexperte verschiedener US-Regierungen. 1998 billigte Bill Clinton sein Konzept einer behördenübergreifenden Counterterrorism Security Group (CSG) und machte ihn zum nationalen Koordinator für Terrorismusabwehr. Er hatte jedoch keine Entscheidungsbefugnis. 1998 entwarf er den Plan, Osama bin Laden mit verdeckten Militäraktionen in Afghanistan zu entführen oder zu töten und dazu die Nordallianz und die bislang nur zur Beobachtung genutzte „Predator“-Drohne zu bewaffnen. Clinton befürwortete den Plan, führte ihn aber nicht mehr aus. Condoleezza Rice degradierte Clarke am 3. Januar 2001: Er durfte nicht mehr an Kabinettssitzungen teilnehmen und Notizen nur noch Staatssekretären zustellen, die sie regelmäßig zurücksandten. Am 25. Januar 2001, fünf Tage nach Bushs Amtsantritt, übergab Clarke Rice seinen Plan und drängte darauf, die Zerstörung Al-Qaidas zum vorrangigen Ziel zu machen und dazu den nationalen Sicherheitsrat (NSC) einzuberufen. Das Treffen kam bis zum 4. September 2001 nicht zustande. Bush traf sich mit Clarke erst nach den Anschlägen.
Am 22. März 2004 erschien sein Buch Against all Enemies, in dem er der Bush-Regierung vorwarf, sie habe Al-Qaida zugunsten des angestrebten Irakkrieges vernachlässigt. Daraufhin versuchten Bush und andere Regierungsmitglieder, ihn als beruflich frustrierten Außenseiter und Parteigänger des demokratischen Präsidentschaftskandidaten John Kerry abzuwerten. Clarke schloss daraufhin jedes Amt unter Kerry kategorisch aus. Das Weiße Haus habe sein Buch erst nach drei Monaten Prüfung freigegeben, sodass es nur verspätet erscheinen konnte. Er erinnerte an sein frühes Drängen auf einen NSC-Beschluss zu Al-Qaida. Mit regelmäßigen Treffen des NSC wie 1999 hätte man CIA und FBI wesentlich effektiver alarmieren, so den Aufenthaltsort von Al-Qaida-Mitgliedern in den USA entdecken und sie rechtzeitig inhaftieren können.
Als erster und einziger Regierungsangehöriger entschuldigte sich Clarke zu Beginn seiner Anhörung bei den Opferangehörigen: „Ihre Regierung hat versagt, die, denen Sie Ihren Schutz anvertraut haben, haben versagt, und ich habe versagt. Wir haben es versucht, aber das spielt keine Rolle, weil wir versagt haben.“ Er bat sie um Vergebung. Die Republikaner Fred F. Fielding und James R. Thompson stellten Clarkes Glaubwürdigkeit in Frage, weil er Bushs Antiterrorpolitik 2002 noch gelobt habe. Sie verwiesen dazu auf eine anonyme Presseerklärung, die der Sender Fox News Channel kurz vor der Anhörung publiziert und Clarke als Autor benannt hatte. Das Weiße Haus hatte dies dem Sender erlaubt. Bushs Rechtsberater Alberto R. Gonzales hatte mit den beiden Kommissionären telefoniert. Der anschließend befragte Staatssekretär Richard Armitage bestätigte Clarkes Aussage, für Bush sei Terrorbekämpfung wichtig, aber nicht dringend gewesen.
Weil das Weiße Haus nach Clarkes erstem Medienauftritt über zwanzig Interviews mit Condoleezza Rice und anderen Beratern Bushs vereinbart hatte, ließ sich Bushs Weigerung, Rice vor der Kommission aussagen zu lassen, nicht halten. Am 8. April 2004 erklärte sie zunächst ihre bisherige Antiterrorpolitik: Man habe Al-Qaida von Anfang an als große Gefahr erkannt und darum das Expertenteam Clintons behalten. Bush habe nicht bloß auf einzelne Angriffe Al Qaidas reagieren, sondern das Netzwerk insgesamt zerstören wollen. Dazu habe man bis September 2001 eine umfassende Strategie entworfen. Für die Reaktion auf erhöhte Anschlagsgefahr habe man sich auf Clarkes Team, die CSG, verlassen. Die aufgefangenen Drohungen hätten keine Angaben zu Tätern, Orten, Zeiten und Methoden enthalten und meist auf Übersee verwiesen. Trotz unklarer Warnhinweise habe sie erhöhte Alarmbereitschaft bei vielen Behörden veranlasst. Wenn etwas die Anschläge hätte verhindern können, dann bessere Information über Gefahren innerhalb der USA. Strukturelle und legale Schranken hätten das Sammeln und Austauschen von Information zwischen Justiz und Geheimdiensten jedoch erschwert. Erst die Anschläge hätten die Chance eröffnet, diese Schranken niederzureißen. Das sei dank Bushs entschlossener Führung etwa durch den USA PATRIOT Act eingeleitet worden.
Nachgefragt wurde, ob sie nach Amtsantritt je gehört habe, dass Al-Qaida Flugzeuge als Bomben benutzen könnte, ob sie Bush je von Terrorzellen in den USA berichtet habe, ob das PDB vom 6. August 2001 nicht vor möglichen Anschlägen in den USA gewarnt habe und sie sich an dessen Titel erinnere. Darauf antwortete sie: Sie hätte in ihrer Presseerklärung zu jenem PDB nicht sagen sollen, „niemand…“, sondern „ich konnte mir den Gebrauch von Flugzeugen als Bomben nicht vorstellen“. Nach ihrer Kenntnis sei diese Möglichkeit in keinem Gefahrenhinweis an sie aufgetaucht, vermutlich, weil die Geheimdienste das 2001 als spekulativ einstuften. Ältere Gefahrenhinweise von 1998 und 1999 seien ihr nicht bewusst gewesen. Das PDB habe Bush einen Überblick über historische Terrorgefahren gegeben und laufende FBI-Ermittlungen genannt, aber keine Aktion dazu verlangt. Ob sie diese Ermittlungen mit Bush diskutiert habe, sei ihr nicht erinnerlich. Sie paraphrasierte den Titel („Bin Laden determined to attack inside the United States“), blieb aber dabei: Das PDB sei keine akute Warnung vor Angriffen in den USA, sondern auf alten Geheimdienstberichten beruhende historische Information gewesen. Sie behauptete zudem, das FBI habe nach diesem PDB alle Stationen gewarnt. Dem widersprachen Kommissionsmitglieder direkt: Man habe in tausenden FBI-Akten keine solche Warnung gefunden. Kein befragter FBI-Mitarbeiter habe sich daran erinnert. John Podesta, Stabschef des Weißen Hauses unter Clinton, forderte am selben Tag, den vollen Wortlaut des PDB freizugeben.
Das geschah am 10. April 2004. Das PDB erinnerte an Bin Ladens Ankündigung von 1997, „den Kampf nach Amerika zu tragen“, wie es die Attentäter von 1993 getan hätten. Dazu habe er Anhänger mit US-Visa anzuwerben versucht. Er plane Anschläge Jahre im Voraus und lasse sich durch Rückschläge nicht abschrecken. Seit Jahren hätten Al-Qaida-Mitglieder, darunter einige US-Bürger, in den USA gewohnt oder seien eingereist. Zudem gebe es ein Unterstützernetzwerk. Berichte, Bin Laden wolle ein US-amerikanisches Flugzeug entführen lassen, um inhaftierte Al-Qaida-Mitglieder freizupressen, hätten sich nicht erhärtet. Das FBI habe aber verdächtige Aktivität in den USA bemerkt, die auf Vorbereitungen von Flugzeugentführungen oder andere Angriffsarten hindeute, darunter kürzlich Beobachtungen von Behördengebäuden in New York. Das FBI führe aktuell 70 auf Bin Laden bezogene Ermittlungen in den USA durch.
Das Center for American Progress veröffentlichte 2004 einen Faktencheck, der viele Angaben von Rice mit anderen Zeugenaussagen vor der Kommission und Medienberichten widerlegte. So hatte die Bush-Regierung verschiedene Teile des Antiterrorprogramms Clintons gekürzt, die Predator-Drohne zwar aufgerüstet, aber nicht eingesetzt, und das Ziel der Zerstörung Al Qaidas erst nach den Anschlägen abgesegnet.

### Kontroverse um den Irakkrieg
2003 drängte Max Cleland darauf, gründlich zu untersuchen, ob der irakische Diktator Saddam Hussein an den Anschlägen vom 11. September beteiligt gewesen sei, wie es die Bush-Regierung behauptete. Er ging davon aus, dass sie dies als Vorwand für den Irakkrieg (März bis Mai 2003) genutzt hatte, blieb damit aber Außenseiter in der Kommission. Philip Zelikow lud stattdessen im Juli 2003 Laurie Mylroie als Zeugin ein. Sie vertrat das neokonservative American Enterprise Institute und behauptete, der Irak sei seit 1990 an allen bisherigen großen Terroranschlägen gegen die USA beteiligt gewesen und habe weitere geplant. Damit rechtfertigte sie den Sturz Saddams auch ohne Beweise für Massenvernichtungswaffen im Irak. Zelikow verlangte daraufhin, festzuhalten, dass eine Zusammenarbeit zwischen Bin Laden und Saddam vor dem 11. September möglich gewesen sei. Dies wies die Kommission zurück.
Im März 2004 machte der Journalist Jim Mann bekannt, dass Zelikow seit Juni 2002 für Saddam Husseins Sturz eingetreten und im September 2002 anonym ein Strategiepapier für Präventivkriege (die „Bush-Doktrin“) verfasst hatte, mit dem Bush 2003 den Irakkrieg legitimiert hatte. Zelikow hatte der Kommission seine Autorenschaft und seine regelmäßigen Kontakte zu Condoleezza Rice und Bushs Chefberater Karl Rove verschwiegen. Der von Zelikow geladene erste Zeuge Abraham David Sofaer (Hoover Institution) hatte vor der Kommission Präventivkriege befürwortet. Zelikow wurde daraufhin vorgeworfen, die Kommission zur Rechtfertigung des Irakkrieges zu benutzen. Das Family Steering Committee und einige Kommissionsmitglieder forderten in einer Petition erfolglos Zelikows Ausschluss aus der Kommission wegen zu großer Nähe zur Bush-Regierung.
Laut Richard Clarkes Buch waren Bush, Cheney, Paul Wolfowitz und Donald Rumsfeld vom Frühjahr 2001 an entschlossen, Saddam Hussein zu stürzen. Bush habe am 12. September 2001 von ihm, Clarke, ultimativ verlangt, nochmals Belege für Iraks Unterstützung der Anschläge zu suchen, die die CIA bereits explizit geprüft und ausgeschlossen hatte. In einem Interview im März 2004 bekräftigte er: Bush habe bei ihm und seinem Stab auf sehr einschüchternde Weise den klaren Eindruck hinterlassen, sie sollten eine irakische Hand hinter den Anschlägen belegen, weil Bush und seine Berater den Irak schon vor seinem Amtsantritt angreifen wollten. Condoleezza Rice sagte dazu vor der Kommission: Die Annahme, der Irak könne hinter den Anschlägen stecken, sei wegen dessen Feindschaft gegen die USA vernünftig gewesen. Jedoch habe Bush dem Krieg in Afghanistan gegen den Rat von Rumsfeld und Wolfowitz zunächst Vorrang gegeben. Bushs Belegforderung an Clarke könne sie nicht bezeugen. Dass Bush jemand dränge, falsche Tatsachen zu behaupten, schließe sie aus.

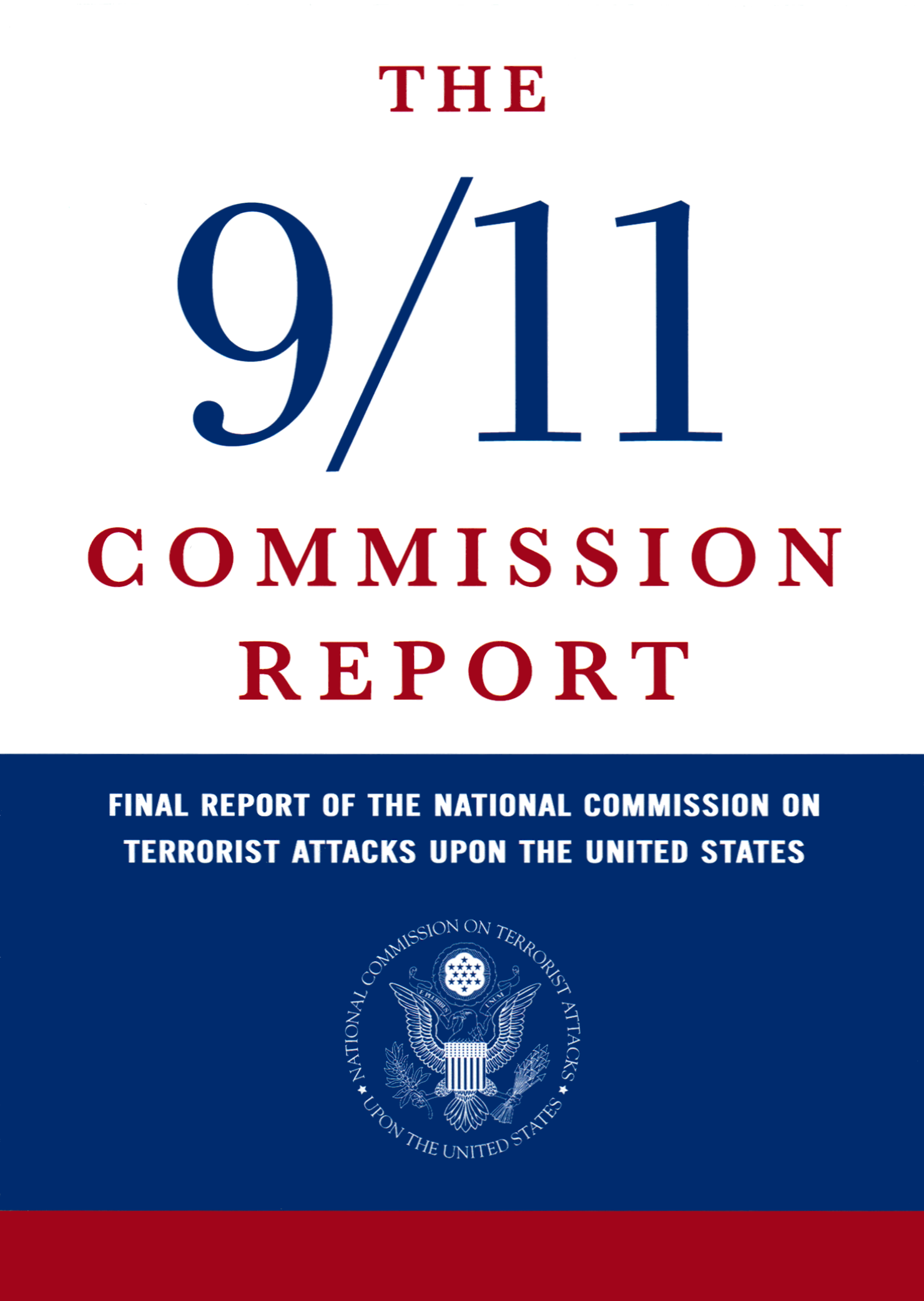

## Bericht

### Entstehung
Ernest May, ein Hauptautor des Berichts, beschrieb 2005 dessen Entstehung. Zunächst entschieden Zelikow, May, Kean und Hamilton, nicht nur das Versagen von US-Behörden, sondern auch die historische Entwicklung Al Qaidas darzustellen, und Ergebnisse nicht nur aufzulisten, sondern in ein langfristig gültiges historisches Narrativ einzubetten. Dann entwarfen Zelikow und May bis Mitte März 2003 eine Gliederung mit ursprünglich 16 Kapiteln, Unterabschnitten und Überschriften dazu. Diesen Entwurf stellte man im Stab zunächst nicht zur Diskussion, um parteilichen Streit zu vermeiden. Jedem Kapitelthema wurde eine Gruppe des Stabes zugeteilt, die Zeitabläufe und vorläufige Stabsberichte verfassten. Das narrative Konzept und die befristete Zeit beeinflussten die Auswahl des Stabes: Etwa 50 Mitglieder waren Regierungsangehörige, die schon Sicherheitsfreigaben besaßen. Einige wie Douglas MacEachin und Michael Hurley hatten langjährige Erfahrung mit Analysen von und Kontakte zu Geheimdiensten, die den Zugang zu Dokumenten erleichterten. Im Juni 2003 wurde das narrative Konzept im Stab vorgestellt und problemlos akzeptiert. Auf Vorschlag von Tim Roemer und Fred Fielding wurde der Verlauf des 11. Septembers als erstes Kapitel vor die Entwicklung Al Qaidas gerückt. Die vorgesehenen sechs Schlussabschnitte mit Empfehlungen wurden in zwei Kapiteln zusammengefasst. Der Stabsbericht zu Vorwarnungen von 2001 wurde als eigenes Kapitel ungekürzt ergänzt. Zelikow, May, Kojm und Marcus redigierten die Stabsberichte und sorgten für den einheitlichen Stil. Die zehn Kommissionäre prüften und akzeptierten die Formulierungen der Endfassung.
Die Kommission billigte den Bericht einstimmig und betonte die Unabhängigkeit, Unparteilichkeit und Gründlichkeit ihrer Untersuchung. Am 21. August 2004 stellte sie ihre Arbeit gemäß der gesetzlichen Vorgabe ein und überführte alle ihre Aufzeichnungen in das Nationalarchiv der USA. Die übliche Geheimhaltungsfrist von 20 Jahren wurde verkürzt. Am 2. Januar 2009 wurden die Aufzeichnungen freigegeben und auf die Webseite der Kommission gestellt. Darunter sind die Transkripte und Videos aller öffentlichen Anhörungen.

### Gliederung
- Das vorangestellte Executive Summary fasst die wichtigsten Ergebnisse der Untersuchung zusammen.
- Das Vorwort der beiden Vorsitzenden erinnert an Entstehung und Auftrag der Kommission.
- Teil 1 („We Have Some Planes“) beschreibt minutiös den Ablauf der Terroranschläge am 11. September 2001 von der Ankunft der Täter an den Flughäfen bis zum Aufprall der vier entführten Flüge und den unmittelbaren Reaktionen des US-Militärs darauf.
- Teil 2 („The Foundation of the New Terrorism“) beschreibt die Entstehung des Terrornetzwerks Al-Qaida seit 1988.
- Teil 3 („Counterterrorism“ evolves) und 4 („Responses to al Qaeda’s Initial Assaults“) beschreiben die bisherige Terrorismusabwehr der USA.
- Teil 5 („Al Qaeda Aims at the American Homeland“) beschreibt den entstehenden Plan Al-Qaidas, Ziele in den USA anzugreifen.
- Teil 6 („From Threat to Threat“) beschreibt den Anschlag Al-Qaidas auf das WTC von 1993, die Terroranschläge auf die Botschaften der Vereinigten Staaten in Daressalam und Nairobi 1998 und auf die Cole 2000.
- Teil 7 („The Attack Looms“) beschreibt die konkrete Vorbereitung der Anschläge vom 11. September 2001.
- Teil 8 („The System Was Blinking Red“) beschreibt die Warnzeichen, die die US-Geheimdienste zuvor erhielten, und den Umgang damit.
- Teil 9 („Heroism and Horror“) beschreibt die Notfallmaßnahmen der Behörden unmittelbar nach den Anschlägen.
- Teil 10 („Wartime“) beschreibt die Einleitung und Ziele des Antiterrorkrieges der USA.
- Teil 11 („Foresight and Hindsight“) fasst die Fehler und Mängel der Behörden im Rückblick zusammen, die die Anschläge ermöglichten.
- Teil 12 („What to do? A Global Strategy“) und 13 („How to do it? A Different Way of Organizing the Government“) empfehlen ein politisches Vorgehen und Strukturreformen, die solche Anschläge künftig verhindern sollen.

Dem Bericht ist ein Abkürzungsverzeichnis vorangestellt und ein Namensregister, eine Liste der Anhörungen und ein nach Kapiteln geordneter Fußnotenteil angehängt.

### Geschichte und Verlauf der Anschläge
Als wesentliche neue Details zu Al-Qaidas Anschlagsplan ergab die Untersuchung bis zum 20. Juni 2004: Nach Aussagen von Chalid Scheich Mohammed sollten ursprünglich zehn Flugzeuge entführt und damit auch Atomkraftwerke in den USA zerstört werden. Talibanführer Mohammed Omar hatte den Plan abgelehnt, weil er Vergeltungsangriffe der USA fürchtete. Bin Laden hatte die Anschlagsziele daraufhin auf vier verringert und im Juli 2001 seine Lager evakuieren lassen. Er suchte die späteren Piloten persönlich aus. Mohammed Atta, Anführer der späteren Attentäter, brauchte jedoch mehr Zeit, um das inzwischen auf 19 Personen angewachsene Team zu formen. Das verzögerte die Anschläge um zwei Monate. Im FBI-Hauptquartier wurden Hinweise auf verdächtige Flugausbildungen ignoriert. Am 11. September kamen die Meldungen der FAA an NORAD bei jedem der vier Flugzeuge wegen der zu langen Befehlsketten und Kommunikationspannen zu spät. Zwei Abfangjäger verfolgten das falsche Flugzeug und waren dann zu weit entfernt, um das richtige zu erreichen. Cheneys Abschussbefehl erfolgte erst nach dem Absturz der letzten Maschine und wurde den Piloten nicht weitergegeben.
Als ausführende Täter nennt die Zusammenfassung die 19 Flugzeugentführer, die Al-Qaida rekrutiert, in Afghanistan ausgebildet und finanziert habe. Als ihre Motive benennt sie eine antiwestliche und antimoderne islamistische Ideologie, Rache für empfundene koloniale Demütigung der Muslime, für die Nahostpolitik der USA, etwa die Präsenz von US-Truppen in Saudi-Arabien, und das Streben, Al-Qaida für weitere Dschihadisten attraktiv zu machen. Ihr Auftraggeber Osama bin Laden habe Anfang 1999 eine Idee von Chalid zur „Flugzeugoperation“ übernommen. Dieser habe die Idee mit Mohammed Atef zum Anschlagsplan des 11. September weiterentwickelt.
Nawaf al Hazmi und Khalid al Mihdhar seien am 15. Januar 2000 unbemerkt in die USA eingereist. Sie hätten unter ihren Klarnamen unauffällig gelebt und rasch gleichgesinnte Freunde aus dem Jemen und Saudi-Arabien gefunden. Für ein bestehendes Unterstützernetzwerk habe man keine Belege gefunden. Bis Sommer 2000 seien drei spätere Flugzeugentführer der Hamburger Terrorzelle eingereist und hätten eine Pilotenausbildung begonnen. Anfang 2001 hätten zwei weitere eingereiste Täter ihre frühere Pilotenausbildung in Arizona aufgefrischt. Atta sei erst in den USA zu ihrem Anführer geworden.
Im Rückblick habe man Probleme Al-Qaidas bei der Anschlagsvorbereitung aufgedeckt: Mehrere vorgesehene Mittäter erhielten keine Einreisevisa, einer sprang ab. Der mutmaßliche Ersatzpilot Moussaoui wurde wegen auffälligen Verhaltens bei seiner Pilotenausbildung am 16. August 2001 festgenommen. Ende August entdeckten Geheimdienstbeamte, dass sich die zwei bis Ende 1999 überwachten Al-Qaida-Mitglieder in den USA aufhielten. Diese späten Einzelspuren seien jedoch nicht auf den Führungsebenen der Behörden angelangt und nicht miteinander verknüpft worden, sodass keine Sofortmaßnahmen erfolgt seien.
Am 11. September 2001 hätten alle 19 Attentäter problemlos die Flughafenkontrollen überwinden, die unvorbereiteten Flugzeugbesatzungen überrumpeln und die Cockpits übernehmen können. Die vorhandenen Einsatzvorschriften der FAA und des NORAD hätten in keiner Weise auf die Benutzung entführter, vom Radar verschwundener Flugzeuge als Waffen gepasst. Weder die verantwortlichen Zivilisten noch das Militär hätten gewusst, wie damit umzugehen sei, und hätten improvisieren müssen. Abfangjäger seien aufgestiegen, aber NORAD habe viel zu spät einen Abschussbefehl erhalten und diesen nicht an die Piloten weitergegeben. Ebenso improvisiert und chaotisch seien die Notfallmaßnahmen in New York verlaufen.

### Antiterrorpolitik der USA
Zwar seien diese Angriffe viel überlegter, präziser und zerstörerischer gewesen als alle früheren Anschläge Al-Qaidas. Dennoch hätten sie die USA nicht überraschen dürfen, da die Massenmordabsicht islamistischer Extremisten seit 1993 bekannt war und Bin Laden seit 1998 als Planer, nicht nur Finanzier der Anschläge auf amerikanische Botschaften eingestuft wurde. Die amerikanischen Geheimdienste hätten regelmäßig von Angriffsplänen Al-Qaidas erfahren, einige Mitglieder inhaftiert und so im Dezember 1999 Anschläge zum Millennium verhindert. Doch Al-Qaida sei im Kern intakt geblieben.
Für den Anschlag auf die USS Cole im Oktober 2000 habe man Al-Qaida-Täter, aber keinen Auftrag Bin Ladens nachweisen können. Die Regierung Clinton habe die afghanischen Taliban vor jedem weiteren Anschlag Bin Ladens auf die USA gewarnt, sich diplomatisch erfolglos um seine Auslieferung bemüht und ein verdecktes Attentat auf ihn erwogen. Sie habe sich aber zu keiner direkten Militäraktion entschlossen, um im Bürgerkrieg der Nordallianz gegen die Taliban nicht Partei zu ergreifen. Die CIA habe mit einer Predator-Drohne mehr Informationen über Al-Qaida zu sammeln versucht.
Auch Bush habe nach seinem Amtsantritt keine Reaktion auf den Anschlag auf die USS Cole beschlossen. Daraus könne Bin Laden gefolgert haben, derartige Anschläge seien gefahrlos für ihn. Die Bush-Regierung habe angestrebt, Al-Qaida binnen drei bis fünf Jahren zu beseitigen. Dazu habe Bush im Sommer 2001 ein Programm für mehr verdeckte Aktionen in Afghanistan, diplomatische Strategien und die Ausrüstung des Predators mit Raketen angefordert. Am 4. September 2001 hätten seine Sicherheitsberater das Programm abgesegnet; am 11. September habe es zur Unterschrift auf Bushs Schreibtisch gelegen.
Im Frühjahr und Sommer 2001 seien die Geheimdienste ständig vor einem „sehr, sehr großen“ Angriffsplan Al-Qaidas gewarnt worden. Wie zuvor Clinton sei Bush im August 2001 in einem der täglichen Berichte gewarnt worden: „Bin Laden entschlossen, in den USA zuzuschlagen“. Doch trotz des Titels hätten die spezifischen Informationen nur nach Übersee verwiesen, wo man vielerlei Sicherheitsvorkehrungen getroffen habe. Inländische Behörden habe man anders als im Jahr 2000 nicht wirksam mobilisiert. Auch die Medien hätten die Terrordrohungen diesmal kaum beachtet.

### Vorwarnungen von 2001
Teil 8 führt die Vorwarnungen aus, die Bush, Cheney und Rice in den acht Monaten vor dem 11. September 2001 erhalten hatten. Darunter waren 40 von CIA-Mitarbeitern erstellte PDBs zum Thema Al-Qaida. Da die Kommission diese nur lesen, nicht kopieren und zitieren durfte, referiert der Teil vor allem Berichte von Antiterrorexperten. Sie waren meist allgemein formuliert und betrafen US-Einrichtungen im Ausland. Einige Drohungen betrafen die USA selbst.
- März 2001: CIA setzt die Terrorwarnstufe auf den höchsten Wert seit dem Millennium.
- 23. März: Clarke warnt Rice vor Autobombe gegen das Weiße Haus. Es gebe wahrscheinlich Terrorzellen in den USA.
- 13. April: FBI fordert alle Mitarbeiter auf, alle Hinweise auf sunnitische Extremisten der Zentrale zu melden.
- 19. April: CIA: „Bin Laden plant multiple Operationen.“
- Mai 2001: PDB-Titel: „Bin Ladens öffentliches Profil kann Anschlag erfordern“; „Bin Ladens Netzwerk will vorangehen“. Das FBI erhält Warnungen vor geplanten Anschlägen auf London, Boston und New York.
- 16. Mai: US-Botschaft erhält anonymen Anruf: Bin-Laden-Unterstützer planten einen Anschlag mit „hochexplosivem“ Material in den USA.
- 17. Mai: CSG: „OBL: Operation in den USA geplant“
- 24. Mai: Anonymer Telefonanruf: Zelle in Kanada plane einen Anschlag in den USA.
- 29. Mai: Clarke schlägt Rice vor, Tenet zu fragen, was mehr die USA gegen Pläne Abu Subaidas für eine „Serie größerer Anschläge“ gegen Israel und/oder US-Einrichtungen tun könnten.
- Ende Mai: FAA warnt alle Fluglinien vor einer möglichen Flugzeugentführung zum Freipressen von in den USA inhaftierten Al-Qaida-Mitgliedern.
- 12. Juni: CIA: Chalid Scheich Mohammed rekrutiere Anhänger Bin Ladens zur Einreise in die USA, zum Treffen mit vorher eingereisten Gleichgesinnten und Verabreden von Anschlägen.
- 22. Juni: CIA: Selbstmordanschlag Al Qaidas auf US-Ziele in den nächsten Tagen möglich. Das Außenministerium warnt alle US-Botschaften ebenso.
- 21. Juni: U.S. Central Command hebt Alarmstufe für US-Truppen in sechs Staaten auf höchste Ebene, lässt eine Flotte ausrücken und ein Manöver anhalten. Einige US-Botschaften schließen.
- 25. Juni: Clarke informiert Rice und Stephen Hadley: Sechs ausländische Geheimdienste warnen vor Al-Qaida-Anschlägen. Arabischer Fernsehbericht: Bin Laden und andere Al-Qaida-Führer freuen sich auf „wichtige Überraschungen“ der nächsten Wochen. Ein neues Werbevideo Al Qaidas sei erschienen.
- 28. Juni: Clarke schreibt Rice: Al-Qaida-Aktivität, die auf Anschlagspläne deute, sei in den vergangenen sechs Wochen stetig gewachsen. Der Großteil des Bin-Laden-Netzwerks erwarte einen großen Terroranschlag für Juli, laut einem Bericht etwas „sehr, sehr, sehr, sehr Großes“.
- 30. Juni: CIA weist alle seine Stationen an, ihre Gastgeberstaaten über Al-Qaida zu informieren und Sofortmaßnahmen gegen Terrorzellen in ihrem Land zu fordern. Unter dem Titel „Bin Laden plant High-Profile-Angriffe“ weist der Bericht auf von den Al-Qaida-Führern erwartete katastrophische Wirkungen hin. Saudi-Arabien erklärt am selben Tag die höchste Terroralarmstufe. 20 weitere Staaten leiten Aktionen gegen Al-Qaida-nahe Zellen ein und inhaftieren manche Mitglieder.
- Ende Juni: Gutachten zur Terrorgefahr warnt vor wahrscheinlichen baldigen „spektakulären“ Anschlägen mit vielen Todesopfern. PDB-Titel: „Bin Laden-Angriffe könnten bevorstehen“, „Bin Laden und Verbündete machen Nahdrohungen“. In den nächsten 14 Tagen seien „multiple Angriffe“ zu erwarten, darunter ein „harter Schlag“ gegen Interessen Israels und der USA.
- 2. Juli: FBI sendet Zusammenfassung der jüngsten Drohungen Bin Ladens an alle Bundesbehörden. Man habe keine Hinweise auf eine glaubwürdige Androhung von Terroranschlägen im Inland, könne diese aber nicht ausschließen. Beim Nationalfeiertag (4. Juli) solle man extrem wachsam sein und verdächtige Aktivität dem FBI melden.
- 5. Juli: Clarke informiert Sicherheitsbeauftragte mehrerer Inlandsbehörden, darunter FAA, Zoll, Einwanderungs- und Einbürgerungsbehörden. Die meisten Teilnehmer berichten später, man habe sie angewiesen, die Informationen nicht zu veröffentlichen.
- 6. Juli: CIA informiert CSG: Al-Qaida-Mitglieder glaubten, der kommende Anschlag sei „spektakulär“, qualitativ verschieden von all ihren früheren Taten.
- 9. Juli: Clarke informiert 37 Experten für die Sicherheit von Regierungsgebäuden zum „aktuellen Bedrohungsgrad“ und rät zu höchster Wachsamkeit. Sie sollen entscheiden, ob ihre Behörde erweiterte Schutzmaßnahmen braucht.
- 19. Juli: FBI-Direktor Thomas Pickard: Spezialagenten des FBI sollen Sofortreaktionsteams für den Fall eines Anschlags bilden. Sie erhalten keinen Auftrag, mögliche Anschlagspläne in den USA festzustellen und zu unterbrechen.

Ab Mitte Juli trafen Berichte über einen Aufschub von Bin Ladens Plänen um bis zu zwei Monate ein. Am 31. Juli warnte die FAA die Luftfahrt vor baldigen Terroraktionen, besonders in Arabien und/oder Israel. Man habe keine glaubwürdigen Belege für Angriffspläne gegen zivile Inlandsflüge, wisse aber, dass manche aktiven Terrorgruppen Flugzeugentführungen planten und trainierten.
Auf mehrere Nachfragen erhielt Bush am 6. August erstmals ein PDB zu möglichen Inlandsanschlägen. Der Kommissionsbericht zitiert es und referiert dazu Bushs Aussage vor der Kommission: Er habe das PDB als historischen Rückblick aufgefasst und sei beruhigt gewesen, dass das FBI ermittle. Aktion habe es nicht verlangt. Ein NSC-Treffen folgte nicht. Bush und seine Berater diskutierten danach nicht mehr über mögliche Inlandsanschläge. George Tenet besuchte Bush nochmals am 17. August, konnte sich aber an keine Diskussion mit ihm über Inlandsbedrohung erinnern.

### Versäumnisse
Laut dem Bericht schöpften die US-Behörden viele Möglichkeiten nicht aus, die den Anschlagsplan hätten durchkreuzen können. Man habe
- überwachte Al-Qaida-Mitglieder und sonstige Terrorverdächtige nicht auf Flugverbotslisten gesetzt
- die Weiterreise von Hazmi und Mihdhar nach ihrer letzten Sichtung (Januar 2000) nicht verfolgt
- ihre Einreisevisa und ihre Kontakte mit USS-Cole-Attentätern dem FBI nicht gemeldet
- Falschaussagen in Visa-Anträgen und manipulierte Reisepässe nicht entdeckt
- vom CAPPS-Screeningsystem benannte Personen nicht mit Flugpassagierlisten abgeglichen
- nicht ausreichend versucht, eingereiste Terrorverdächtige in den USA aufzuspüren
- den Haftgrund Moussaouis, sein Interesse an Flugtraining für vermutete Terroranschläge, nicht mit der gemeldeten erhöhten Anschlagsgefahr in Verbindung gebracht
- keine Hindernisse gegen mögliche Flugzeugentführungen für Selbstmordattentate geschaffen, etwa eine Verstärkung von Cockpittüren.[58]

Wegen der Flexibilität der Attentäter und der von ihnen eingesetzten unterschiedlichen Mittel könne man nicht sagen, ob ein einzelner oder einige der möglichen Schritte den Anschlag verhindert hätten. Gewiss sei, dass keine Maßnahme der US-Regierung von 1998 bis 2001 den Anschlagsplan gestört oder auch nur gebremst habe.
In allen Regierungsbereichen habe es Versagen bei Vorstellungskraft, Politik, Mitteln und Management gegeben. Am wichtigsten sei die fehlende Vorstellungskraft gewesen. Die Regierenden hätten die Schwere der Bedrohung und ihre neue Qualität gegenüber altbekannten Terrorgefahren nicht voll verstanden. Bin Laden und Al-Qaida seien kein Hauptthema der Debatten gewesen und im Präsidentschaftswahlkampf 2000 kaum vorgekommen. Weder für Clinton noch Bush sei Terrorismus ein vorrangiges nationales Sicherheitsproblem gewesen. Bis zum 4. September 2001 habe die Regierung laut Richard Clarke offen gelassen, ob sie Al-Qaida als Hauptgefahr behandeln wolle.
Sowohl für die Regierung Clinton als auch für die Regierung Bush sei ein Einmarsch der USA in Afghanistan vor dem 11. September praktisch unvorstellbar gewesen. Stattdessen habe man Al-Qaida mit unzureichenden Mitteln aus der Spätzeit des Kalten Kriegs zu bekämpfen versucht. Die CIA habe zu wenige Agenten vor Ort und kaum Personal für paramilitärische Operationen gehabt und dieses bis zu den Anschlägen auch nicht verlangt. Das DoD habe sich zu keinem Zeitpunkt auf Al-Qaida konzentriert und bei Landesverteidigung nur nach außen geblickt. NORAD habe kaum eine einsatzfähige Alarm-Basis aufrechterhalten und allenfalls mit Flugzeugentführungen in Übersee gerechnet. Das FBI sei unfähig gewesen, die gesammelten Erkenntnisse von Agenten vor Ort mit nationalen Prioritäten zu verknüpfen, und sei von anderen Inlandsdiensten behindert worden.
Die FAA habe die Möglichkeit von Selbstmordentführungen nie erwogen und versäumt, Flugpersonal für solche Fälle zu trainieren, Flugverbotslisten zu erweitern, Passagiere zu screenen, Bundesmarshals als Flugsicherheitsbegleiter einzustellen und die Cockpittüren zu verstärken. Man habe die neuartige Bedrohung überhaupt nicht wahrgenommen.
Das Krisenmanagement sei nicht an die Herausforderungen des 21. Jahrhunderts angepasst worden. Aktionsbeamte hätten Zugang zu allem verfügbaren Wissen über Al-Qaida erhalten, Informationen hätten geteilt, Zuständigkeiten klar definiert, die überholte Trennung von Innen- und Außenpolitik überwunden werden müssen. So habe Tenets Befehl vom 4. Dezember 1998, angesichts des Krieges mit Terroristen nicht an Mitteln und Personal zu sparen, kaum Wirkung entfaltet und den Kurs der Geheimdienste nicht verändert. Die Regierung habe keinen Weg gefunden, Informationen zusammenzuführen, danach Pläne für gemeinsame Operationen von CIA, FBI, Außenministerium, Militär und für Sicherheit zuständigen Inlandsbehörden zu entwickeln und deren Durchführung verantwortlichen Autoritäten zuzuweisen.

### Verhalten der CIA
Ein Zwischenbericht der 9/11-Kommission beschrieb die Praxis der USA, fehlende Auslieferungsabkommen für festgenommene Terrorverdächtige durch Geheimflüge in die USA oder Drittstaaten zu umgehen. Die Kommission hatte erfolglos versucht, mehr über die Verhöre der CIA an Al-Qaida-Gefangenen zu erfahren. Ihr Bericht versah daher alle Aussagen von Al-Qaida-Gefangenen mit dem Vorbehalt:

„Die Wahrheit über Aussagen dieser Zeugen – eingeschworenen Feinden der USA – festzustellen, ist eine Herausforderung. Unser Zugang zu ihnen wurde auf den Review von Geheimdienstberichten begrenzt, die auf von jenen Orten empfangener Kommunikation beruhen, wo die eigentlichen Verhöre stattfinden. Wir übermittelten Fragen zum Gebrauch in diesen Verhören, hatten aber keine Kontrolle darüber, ob, wann oder wie Fragen von besonderem Interesse gestellt wurden. Auch wurde uns nicht gestattet, mit den Verhörern zu sprechen, um die Glaubwürdigkeit der Häftlinge besser einzuschätzen und Zweideutigkeiten in den Berichten aufzuklären.“

Ernest May erklärte dazu 2005: Die CIA habe der Kommission seines Wissens alle Verhörprotokolle zum 11. September übergeben. Diese habe den anonymisierten Häftlingsaussagen nie vertraut, aber das CIA-Verbot direkter Befragung nicht aufzuheben versucht, wohl da sie selbst aus vielen ehemaligen oder noch tätigen CIA-Beamten bestanden habe.
Der Bericht stellt fest, dass die USA eine Ideologie, nicht nur Individuen bekämpfen müssten, und empfiehlt daher: „Wir sollten ein Beispiel für moralische Führung in der Welt anbieten, uns verpflichten, Menschen human zu behandeln, die Grundsätze der Rechtsstaatlichkeit befolgen, und großzügig und fürsorglich zu unseren Nächsten sein.“ Die USA und manche ihrer Verbündeten akzeptierten derzeit nicht die volle Anwendung der Genfer Konventionen auf gefangene Terroristen. Stattdessen sollten die USA mit befreundeten Staaten die humane Behandlung gefangener Terroristen vereinbaren und sich dabei an Artikel 3 der Genfer Konventionen für bewaffnete Konflikte orientieren. Dieser verbietet grausame und erniedrigende Behandlung und Folter.

### Verhalten des FBI
Schon die Joint Inquiry hatte aufgedeckt, dass der FBI-Agent Kenneth Williams verdächtige Flugschüler in Phoenix explizit mit Al-Qaida in Verbindung gebracht hatte. Am 8. Mai 2002 hatte FBI-Direktor Robert Mueller eingeräumt, man hätte die FBI-Warnung intensiver verfolgen müssen. Sie hätte den 9/11-Plan jedoch nicht aufgedeckt, da keiner der verdächtigen Flugschüler daran beteiligt gewesen sei.
Die FBI-Beamtin Coleen Rowley hatte nach Festnahme und Verhör Moussaouis im August 2001 einen Durchsuchungsbefehl für sein Notebook beantragt, war aber abgewiesen worden. Sie widersprach Muellers Behauptung am 21. Mai 2002 in einem dreizehnseitigen Protestbrief, den sie seinem Büro und der Joint Inquiry persönlich überbrachte. Möglicherweise hätte eine rechtzeitige Überprüfung der Kontakte Moussaouis zur Festnahme zweier weiterer Täter des 11. September geführt. Kollegen und Vorgesetzte hätten ihre Ermittlungen zu Moussaoui gezielt behindert.
Mueller übergab ihren Brief dem Generalinspektor des Justizministeriums, der die Vorwürfe parallel zur 9/11-Kommission gründlich prüfte. Zehn Prüfer führten 226 Befragungen durch und klärten damit unter anderem die Vorgänge um das Phoenix-Memo auf. Der im November 2004 fertiggestellte Bericht wurde nach Abschluss des Strafprozesses gegen Moussaoui 2006 vollständig veröffentlicht. Die 9/11-Kommission lud Rowley als Zeugin vor, ließ sich den Prüfbericht des Generalinspektors zusenden und nahm einen Teil daraus in ihren eigenen Abschlussbericht auf.

### Verhältnis Saddam Husseins zu Al-Qaida
Der Abschlussbericht erwähnt Verhöre von gefangenen Terroristen oder Terrorverdächtigen in anderen Staaten (rendition). Eine Fußnote erwähnt Ibn al-Shaykh al-Libi: Dieser Libyer war im Dezember 2001 in Pakistan als mutmaßlicher Leiter eines Al-Qaida-Trainingslagers festgenommen und zu Verhören nach Ägypten ausgeflogen worden. Dort sagte er aus, der Irak habe Al-Qaida-Mitglieder im Bau und Umgang mit Chemiewaffen ausgebildet, widerrief diese Aussage aber im Januar 2004. Die CIA zog daraufhin alle darauf gestützten Berichte zurück.
Am 16. Juni 2004 veröffentlichte die Kommission einen Stabbericht zu Al-Qaida. Danach gab es keine Belege für eine Zusammenarbeit Saddam Husseins mit Al-Qaida, eine Duldung von Al-Qaida-Zellen im Irak oder deren finanzielle oder logistische Unterstützung. Anfragen Al-Qaidas in den 1990er Jahren, Trainingslager im Irak zu erlauben, habe Saddam abgelehnt oder nie beantwortet. Ein Treffen zwischen Mohammed Atta und einem irakischen Geheimdienstoffizier in Prag habe es nie gegeben. Die dafür angeführten Belege seien irreführend und falsch. Der Abschlussbericht bekräftigte dieses Ergebnis. Er bestätigte damit Aussagen des tschechischen Präsidenten Václav Havel und des CIA-Direktors George Tenet, die den angeblichen Aufenthalt Attas in Prag schon 2002 als unbelegt bestritten hatten. Dennoch hatten Bush und Cheney diese und andere unbelegte Behauptungen Anfang 2003 in den USA zur Rechtfertigung des Irakkrieges wiederholt.
Bush erklärte dazu am 17. Juni 2004, seine Regierung habe nie behauptet, dass der Irak und Al-Qaida die Anschläge gemeinsam geplant hätten. Jedoch habe es viele Kontakte zwischen ihnen gegeben. Saddam habe dem Terroristen Abū Musʿab az-Zarqāwī ein sicheres Rückzugsgebiet geboten. David Corn stellte am 5. Juli 2004 heraus, dass Zarqawi erst ab September 2002 Anführer einer Terrorgruppe im Irak wurde, die gegen Saddam kämpfte und von ihm bekämpft wurde.

### Empfehlungen
Die Kommission empfahl der amtierenden US-Regierung eine weitgehende Reform des Geheimdienstsystems, unter anderem die Zusammenführung der Leitungsebenen von 28 mit nationaler Sicherheit befassten Regierungsbehörden in einem nationalen Terrorabwehrzentrum, das von einem „nationalen Direktor der Nachrichtendienste“ geführt werden sollte. Deren Kontrolle durch den US-Kongress sollte ebenso verbessert werden wie der Informationsfluss innerhalb des FBI, der Informationsaustausch zwischen den Behörden sollte auf vielen Ebenen transparenter und der Übergang von einer Regierung zur nächsten sollte reibungsloser werden.

### Absatz und literarische Qualität
Auf Wunsch der Kommission erschien der Bericht in den USA ohne Vorabdrucke zum Abschlusstermin, dem 22. Juli 2004. Die Erstauflage von 600.000 Exemplaren war in einer Woche verkauft. In acht Monaten wurden etwa zwei Millionen Stück verkauft. Bis März 2005 wurde der Bericht im Internet 6,9 Millionen Mal als Download heruntergeladen. Damit wurde er zur meistverkauften Publikation der US-Regierung. Der Verlag mit dem preisgünstigsten Angebot (10 Dollar für die Taschenbuchausgabe) hatte den Druckauftrag zahlungsfrei erhalten. 2005 kündigte er an, 600.000 Dollar von seinen Einnahmen für drei Universitätsinstitute zu spenden.
Der Bericht wurde als verständlich und spannend gelobt. Anders als die meisten Regierungsberichte lese er sich wie ein Roman. Richard Posner fand ihn „ungewöhnlich flüssig, sogar fesselnd“, frei von Behördensprache, direkt und trotz Autorenkollektiv stilistisch einheitlich: „ein unwahrscheinlicher literarischer Triumph“. Analyse und Empfehlungen seien dagegen nicht beeindruckend. Ben Yagoda fand den knappen narrativen Schreibstil und die Faktentreue des Berichts beispielhaft. Er beschreibe von Beginn an präzise, was verschiedene Personen am Morgen des 11. September taten, gewinne so die Aufmerksamkeit des Lesers und ziehe ihn in das Gefälle der parallelen Handlungsstränge hinein. Die Kommission habe bewusst auf wertende Adjektive verzichtet, um den Konsens der Autoren zu wahren.
Auf Vorschlag des Verlegers nominierte die National Book Foundation den Bericht als einen von fünf Finalisten in der Kategorie Sachbuch für den National Book Award 2004. Das löste eine Kontroverse aus. Kulturkritiker Benjamin DeMott nannte die Nominierung einen „politischen und literarischen Skandal“. Der Stil eines unterhaltsamen Kriminalromans verfehle den Aufklärungszweck des Berichts und verrate die Opferangehörigen, die diese Aufklärung verdient hätten. Weitere Autoren deuteten die Aufstellung als politische Wahl, die nicht Aufgabe des Buchpreises sei. Richard Posner lehnte den Sachbuchpreis für den Bericht ab, da dieser analytisch unsolide sei. Arthur M. Schlesinger dagegen verteidigte den Bericht wegen seiner Vollständigkeit als würdigen Kandidaten. Die Hauptautoren Philip Zelikow und Ernest May begrüßten die Nominierung als Anerkennung einer Gemeinschaftsleistung. Der Bericht führe eine Vielfalt von Quellen aus, um seine Leser zu eigenem Urteil zu befähigen. Er sei daher bewusst mitten im Wahlkampf veröffentlicht worden. Der direkte Stil entlang der Fakten habe Voreingenommenheit reduziert.

## Mängel bezüglich Quellen

### Vorenthaltene Verhöraufnahmen
Am 6. Dezember 2007 wurde bekannt, dass die CIA 2002 viele Folterverhöre von Al-Qaida-Häftlingen auf Video aufgezeichnet und die Aufnahmen der 9/11-Kommission entgegen deren Anträgen vorenthalten hatte. Jose A. Rodriguez, damals Leiter des National Clandestine Service, ließ im November 2005 mindestens zwei der Videobänder zerstören, die Verhöre von Abu Subaida und Abd al Rashim al Nashiri zeigten.
Daraufhin verfasste Philip Zelikow ein Memorandum der Kommissionsanträge auf Beweismittel an die CIA und deren Reaktionen darauf, das die New York Times am 13. Dezember 2007 veröffentlichte. Danach betraf schon der erste Antrag besonders Verhöre der Personen, deren Aufnahmen später zerstört wurden. Die Kommission hatte explizit alle Arten von für ihre Untersuchung relevanten Dokumenten, Informationen und Materialien beantragt und auch die Übergabe von Material verlangt, das sie nicht spezifisch beantragte. Nach Erhalt von Verhörsberichten hatte sie detailliert nach der Methodik der Verhöre gefragt, um die Zuverlässigkeit der Häftlingsaussagen besser einschätzen zu können. Weil die Antworten der CIA sie nicht zufriedenstellten, hatte sie erfolglos versucht, die Häftlinge selbst befragen zu dürfen. CIA-Vertreter hatten erklärt, man habe alles beantragte Material zur Verfügung gestellt, ohne je die Videobänder zu erwähnen. Ob das eine Straftat war, müsse untersucht werden.
Ein CIA-Sprecher erklärte dazu, man habe die Videobänder zunächst für die Kommission aufbewahrt, aber diese habe nie spezifisch danach gefragt. Kean und Hamilton erklärten, die CIA habe sich bewusst zur Behinderung der Kommission entschieden. Sie übergaben das Memorandum Ermittlern der Justiz und des Kongresses. Am 2. Januar 2008 bekräftigten sie in einer gemeinsamen Presseerklärung: Das Zerstören der Videos sei Obstruktion, da die Kommission die CIA seit Juni 2003 wiederholt die Herausgabe aller relevanten Verhörsaufzeichnungen gefordert und nie von Videobändern erfahren hatte.

### Able Danger
Ab Juni 2005 machte der republikanische Kongressabgeordnete Curt Weldon das militärische Überwachungsprogramm Able Danger bekannt, das das Pentagon von 1999 bis maximal April 2001 betrieben hatte. Nach Angaben von fünf seiner Mitarbeiter hatte es bis Mitte 2000 vier in die USA eingereiste Al-Qaida-Mitglieder entdeckt, darunter Mohammed Atta. Pentagonjuristen hätten aber die Weitergabe dieser Information an das FBI untersagt. Auf Anweisung des United States Special Operations Command seien alle Daten gelöscht und das Programm im Frühjahr 2001 beendet worden. Anthony Shaffer, Verbindungsoffizier zur Defense Intelligence Agency (DIA), gab am 12. August 2005 an, er habe Philip Zelikow im Oktober 2003 über Able Danger und dass Atta entdeckt worden sei informiert. Dem sei die Kommission nicht nachgegangen.
Die früheren Kommissionsleiter erklärten dagegen, sie hätten 2004 Akten zu Able Danger im Pentagon angefordert und erhalten, aber nichts über die späteren Attentäter darin gefunden. Erst am 12. Juli 2004 habe ein Able-Danger-Mitarbeiter ohne Belege ausgesagt, das Programm habe Atta Mitte 2000 entdeckt. Da keine anderen Aussagen und Dokumente das bestätigten, habe man weder seine Aussage noch die Existenz von Able Danger im Bericht erwähnt. Im Dezember 2006 kam der Geheimdienstausschuss des Senats zu dem Schluss, für eine Vorkenntnis von späteren Attentätern gebe es keine Beweise.

### Folter von Zeugen
Am 17. August 2004 erklärte der demokratische Abgeordnete Ed Markey im Repräsentantenhaus, die Praxis der USA, Terrorverdächtige an Drittstaaten wie Syrien und Saudi-Arabien auszuliefern, wo sie dann gefoltert wurden, widerspreche der Kommissionsempfehlung und der von den USA unterzeichneten UN-Antifolterkonvention. Die dazu befragte FBI-Vertreterin Maureen Baginski erwiderte, das FBI dürfe außerhalb der USA nicht an Verhören teilnehmen, wie sie innerhalb der USA verboten seien. Zu den Methoden selbst seien andere Regierungsvertreter zu befragen. 2005 stoppte der Kongress mit einem Gesetz Waterboarding, Schlafentzug, Isolationshaft und Stresspositionen, die die US-Regierung seit 2002 im Antiterrorkrieg als „erweiterte Verhörmethoden“ legalisiert und so vom internationalen Verbot der Folter auszunehmen versucht hatte. 2006 urteilte der US Supreme Court, dass Häftlinge in der Guantanamo Bay Naval Base den Schutz der UN-Antifolterkonvention genießen. Zugleich wurden mehr Fälle von Terrorverdächtigen bekannt, die in Drittstaaten ausgeflogen und dort gefoltert worden waren.
Im Januar 2008 gab CIA-Direktor Michael V. Hayden vor dem Senat bekannt, die CIA habe die drei Al-Qaida-Mitglieder Chalid Scheich Mohammed, Abu Subaida und Abd al-Rahim al-Nashiri bis Anfang 2003 bei Verhören legal dem Waterboarding und etwa 30 von 100 Al-Qaida-Gefangenen anderen Methoden wie Schlafentzug unterzogen. Die NBC berichtete daraufhin, für den Kommissionsbericht seien 100 Verhörberichte der CIA und 30 Anschlussverhöre mit eigenen Nachfragen ausgewertet worden. 441 von 1700 Fußnoten darin bezögen sich auf mit Verhöre unter „erweiterten Verhörmethoden“. Darauf beruhe der Großteil der Kapitel 5 bis 7 zur Planung, Bildung von Terrorzellen und Ankunft der Täter in den USA. Mindestens vier Al-Qaida-Zeugen, die der Bericht zitiert, hätten im Frühjahr 2007 erklärt, sie hätten nur ausgesagt, damit sie nicht weiter gefoltert würden. CIA-Vertreter erklärten, die 9/11-Kommission habe keinen direkten Zugang zu den Häftlingen erhalten, um die Beziehung der Verhörten zu den Verhörern und die Geheimhaltung der Gefängnisstandorte nicht zu gefährden.
Michael Ratner, der das Center for Constitutional Rights der USA leitet, das die Häftlinge von Guantanamo Bay rechtlich vertritt, zeigte sich schockiert, dass die Kommission nie nach den Verhörmethoden gefragt habe. Das sei die erste Pflicht der beteiligten Juristen gewesen. Wenn sie Folter vermuteten, hätten sie zumindest alle Referenzen zu Aussagen, die eventuell durch Folter zustande kamen, mit einem Vorbehalt versehen müssen. Karen Greenberg, die Direktorin des Zentrums für Recht und Sicherheit an der New York University, sah die Aussagen des Berichts zu Tätern und Planern nicht von den Verhören berührt. Jedoch hätte die Kommission ihr Narrativ stärker auf unverdorbene Quellen stützen sollen.
Philip Zelikow erklärte dazu, der Kommissionsstab habe harte Verhörmethoden vermutet, den Verhörberichten misstraut und darum direkten Zugang zu den Gefangenen gesucht. Weil man diesen nicht erhielt, habe man eine weitere Verhörreihe beantragen und sich auf die CIA-Berichte darüber verlassen müssen. Auf diesen beruhe ein erheblicher, eventuell der größte Teil der Angaben im Bericht zur Planung der Anschläge. Die CIA habe der Kommission den direkten Zugang wohl auch deshalb verweigert, um ihr keinen Einblick in die Verhörmethoden zu gewähren. Man habe die CIA sehr präzise und wiederholt nach den Umständen der Verhöre gefragt und das Ausbleiben der Antworten, die Weigerung, direkte Befragungen zuzulassen, und Zweifel an bestimmten Häftlingsaussagen explizit im Bericht vermerkt. Von Folter habe man aber nichts gewusst. Nach deren Bekanntwerden habe man einen ausführlichen internen Bericht über die Kommissionsversuche verfasst, direkten Zugang zu den Gefangenen und ihren Verhörern zu erhalten. Diesen habe The New York Times veröffentlicht. Die Tatbeteiligung von Chalid Scheich Mohammed und Ramzi Binalshibh sei durch deren Eigenaussagen gegenüber Al Jazeera vor ihrer Festnahme erwiesen.
Im März 2009 wurde bekannt, dass die CIA 92 Videobänder von Verhören zerstört hatte, von denen zwölf harte Verhörmethoden zeigten. Darum forderten Demokraten im Kongress eine parteiübergreifende Kommission zur Legalität der Antiterrortaktiken der Bush-Regierung. Philip Shenon erinnerte daraufhin an den „blinden Fleck“ der 9/11-Kommission: Sie habe offenkundige Hinweise ignoriert, dass ihre Beschreibung des Anschlagsplans und der Al-Qaida-Geschichte stark auf Aussagen von gefolterten oder sonst brutal behandelten Häftlingen beruhte. Sie habe trotz Medienberichten darüber nicht öffentlich gegen diese Behandlung protestiert. Stattdessen habe sie eine weitere Verhörreihe von der CIA verlangt. Es sei gut möglich, dass die Al-Qaida-Häftlinge eben deshalb den harten Verhörmethoden ausgesetzt oder zumindest damit bedroht worden seien. Das beeinträchtige die Glaubwürdigkeit des Kommissionsberichts erheblich.
Ein im April 2009 veröffentlichter Bericht des Senate Armed Services Committee wies nach, dass die „erweiterten Verhörmethoden“ aus dem SERE-Training für US-Soldaten der 1950er Jahre stammten. Sie wurden Foltermethoden ihrer Gegner im Koreakrieg ausgesetzt, die falsche Geständnisse erpressen sollten. Ein Psychologe der US-Armee stellte 2002 die Unzuverlässigkeit so erzielter Aussagen von Guantanamohäftlingen fest. Senator Carl Levin warf der US-Regierung vor, sie habe Methoden angeordnet, die nie für reale Verhöre gedacht waren, möglicherweise um falsche Aussagen zu erhalten.

### Nicht ausgewertete NSA-Daten
Bis Juni 2004 hatte die Kommission das Archiv der National Security Agency (NSA) im Fort George G. Meade außer Acht gelassen. Nachdem sich einige Stabsmitglieder darüber beschwert hatten, wurde es an einem Wochenende eilig durchsucht. Dabei wurde eine mögliche Verbindung zwischen den Al-Qaida-Planern und der vom Iran gedeckten Terrororganisation Hisbollah gefunden. Der Abschlussbericht erwähnte den Fund nur knapp und ohne Kontext; eine Folgeermittlung blieb aus und wurde bisher von keinem Kongressabgeordneten oder Regierungsmitglied gefordert.
Mehrere frühere Mitglieder und Zeugen der Kommission, darunter Bob Graham, räumten 2010 gegenüber Philip Shenon ein, dass die NSA-Akten aus Zeitmangel unzureichend geprüft worden waren. Da die NSA schon damals über 50 Prozent aller von US-Geheimdiensten gesammelten Informationen gesammelt habe, könne man bei ihr sicher noch unbekannte Daten zu Al-Qaida und deren Anschlagsplan finden. Vermutet werden engere Verbindungen Al-Qaidas zu ausländischen Staatsregierungen und deutlichere Warnungen vor den Anschlägen als bisher bekannt. So könne man eventuell herausfinden, ob ein saudischer Diplomat in Los Angeles, der 2000 nachweislich Kontakte zu al-Hazmi und Mihdhar in San Diego hatte, diese bei ihrer Anschlagsvorbereitung unterstützt habe.
Ein NSA-Sprecher erklärte dazu, man habe der 9/11-Kommission 2004 Zugang zu allen Dokumenten, Mitarbeitern und Quellen der NSA gewährt. Er ließ offen, ob die Kommissionsvertreter das Archiv damals angemessen geprüft hatten. Unklar ist besonders, ob die NSA abgehörte Telefonate von Al-Qaida-Angehörigen herausgab. John R. Schindler, ein früherer NSA-Analyst, forderte Kongressabgeordnete und andere auf, das NSA-Material zu prüfen, das der 9/11-Kommission entgangen sei.
2013 warnten Kean und Hamilton, die NSA-Datensammlung sei außer Kontrolle geraten und gehe viel zu weit. Es gebe keinen wirklichen Überblick über die NSA-Überwachungsprogramme. Deren Aufdeckung würde die nationale Sicherheit nicht gefährden; Massenüberwachung sei dafür nicht nötig. Trotz guter Anfangsabsichten werde sie unausweichlich später missbraucht.

## Inhaltliche Mängel

### Keine Benennung Verantwortlicher
Die Kommission hatte sich bewusst entschieden, Schuldzuweisungen an Bush und seine Regierung zu vermeiden, um einen einmütigen, überparteilichen Bericht zu erreichen. Das Familienkomitee und andere kritisierten, dass der Bericht keine bestimmten Personen für das Behördenversagen vor den Anschlägen verantwortlich machte und keine personellen Konsequenzen forderte.
Benjamin DeMott kritisierte im Juli 2004 scharf: Der 9/11-Bericht sei Täuschung und Betrug. Auf Bushs offenkundige Lüge, niemand habe ihn über Terrorzellen informiert, die in den USA aktiv waren, habe niemand gewagt, ihn mit gegenteiligen Zeugenaussagen zu konfrontieren. Bushs Behauptung, das PDB vom 6. August 2001 sei „historischer Natur“, widerspreche eindeutig dessen Wortlaut. Seiner Behauptung, Al-Qaida sei ihm schon lange als tödliche Gefahr bekannt gewesen, habe seine Passivität vor dem 11. September widersprochen. Auf seine wenigen Aktionen zum Antiterrorkampf (einer Bitte an Pakistan um Unterstützung und einer Presse-Erklärung, Cheney leite eine Taskforce zur Prüfung von Terrorgefahren für das Inland) sei nichts gefolgt. Die Kommission hätte das herausstellen und klären müssen, ob Bush begriffen habe, dass er durch Hören auf die Warnungen seiner Experten die Angriffe möglicherweise hätte verhindern können. Das PDB vom 6. August habe 70 laufende FBI-Ermittlungen zu Al-Qaida behauptet, von denen die Joint Inquiry nichts gefunden habe. Das PDB habe auch klar von einer Zelle in den USA gesprochen, indem sie verdächtiges Verhalten von Terrorverdächtigen in New York erwähnte. Bushs Aussage, er hätte gehandelt, wenn er davon gewusst hätte, hätte man die Aussagen der FBI- und CIA-Experten entgegenhalten müssen, die eben wegen Passivität ihrer Vorgesetzten gegenüber Schläferzellen in den USA verzweifelt um Entlassung von ihren Posten gebeten hatten.
Die Kommissionsmitglieder Richard Ben-Veniste und Bob Kerrey gaben ihre Zurückhaltung nach Bushs Wiederwahl auf und erklärten seit 2006: Bush habe trotz klarer Warnungen vor Al-Qaida-Anschlägen in den USA überhaupt nichts getan, um daraufhin die Sicherheit der US-Bürger zu erhöhen. Antiterrorexperte Richard Clarke bestätigte dies 2009.
2008 berichtete der langjährige New-York-Times-Reporter Philip Shenon in seinem Buch The Commission über viele Konflikte in der Kommission. Die meisten Stabsmitglieder hätten sich ernsthaft um gründliche Aufklärung bemüht, seien aber immer wieder durch politische Interessen behindert worden. Der Wille zur Einigkeit habe bewirkt, dass der Bericht kaum Verantwortlichkeit festgestellt und Werturteile über persönliches Versagen möglichst vermieden habe. So seien die Urteile über Clinton, Bush und ihre Berater viel zu milde ausgefallen. Viele Pannen und Fehler im Vorfeld der Anschläge seien verschleiert worden, etwa dass Generalbundesanwalt Ashcroft nur Tage vor den Anschlägen keine weiteren FBI-Berichte über Anschlagspläne in den USA mehr hören wollte und später die Aufklärung dieser seiner Aussage persönlich verhindern wollte. Condoleezza Rice habe die Kommission mit ihrer Fehldeutung des PDB vom 6. August 2001 unter Eid belogen. Im Bericht fehle, dass George Tenet zuerst jedes Treffen mit Bush im August 2001 bestritten habe, dann aber zwei Treffen einräumen musste. Zelikow habe verhindert, einen Vergleich des Antiterroreinsatzes von Clinton (der oft vor Al-Qaida gewarnt hatte) und Bush (der nur allgemein vor Staatsterrorismus gewarnt hatte) in den Bericht aufzunehmen. Zelikow habe auch versucht, eine Verbindung zwischen Saddam Hussein und Al-Qaida nahezulegen, und Stabsmitglieder einzuschüchtern, um für Bush nachteilige Aussagen zu verhindern. – Zelikow wies die Vorwürfe mit einer 131-seitigen Erklärung zurück. Er räumte nur Gespräche ohne politische Inhalte mit Rice und Rove ein. Nach Abschluss des Berichts wurde er Berater für Rice. Shenons Buch wurde weithin für wertvolle Hintergrundinformationen gelobt.

### Verzögerte Bekanntgabe von FAA-Warnungen
Ein Stabbericht der 9/11-Kommission vom 26. August 2004 benannte summarisch, welche Sicherheitsvorkehrungen die FAA vor dem 11. September 2001 unterlassen hatte. Demnach hatten US-Geheimdienste die FAA vom 1. April bis 10. September 2001 in 52 von 101 täglichen Warnberichten vor möglichen Angriffen Al-Qaidas und Bin Ladens auf US-Fluglinien gewarnt, darunter fünfmal vor Flugzeugentführungen und zweimal vor Selbstmordanschlägen, jedoch ohne diese zu verknüpfen. Die FAA warnte die Flughäfen der USA im Frühjahr 2001: Entführer, die keine Geiseln gegen Gefangene austauschen wollten, würden wahrscheinlich eher Inlandsflüge für spektakuläre Selbstmordanschläge entführen. Sie verschärfte aber weder die Flughafenkontrollen noch vermehrte sie bewaffnete Flugbegleiter noch ergänzte sie ihre interne Liste von Terrorverdächtigen. Der Chef der FAA-Sicherheitsabteilung gab vor der Kommission zu, ihm sei die Tipoff-Liste der US-Regierung unbekannt gewesen, die auch zwei Al-Qaida-Verdächtige aufführte. Die Arbeitsgruppe der FAA für Flugsicherheit befasste sich 2001 kein Mal mit den Terrorwarnungen, sondern mit der Reduktion von Verspätungen und Kosten. Die FAA sei, so der Bericht, trotz des rapiden Anstiegs von Terrorwarnungen seit 1990 in einem „falschen Sinn von Sicherheit eingelullt“ gewesen.
Erst nach einem Medienbericht über die Existenz dieses Berichts gab die US-Regierung Ende Januar 2005 Teile davon frei. Kommissionsmitglieder und Opferfamilien forderten die vollständige Freigabe. Demokratische Kongressabgeordnete kritisierten, Bush habe die Freigabe absichtlich bis nach seiner Wiederwahl verzögert. Der Journalist Robert Scheer warf der US-Regierung vor, sie habe mit der verzögerten Freigabe Bushs Mitverantwortung für den 11. September zu vertuschen versucht. Bush habe aus Rücksicht auf ökonomische Interessen der Fluggesellschaften versäumt, die FAA zu Schutzmaßnahmen wie Air Marshals zu verpflichten. Damit wäre es nicht zu den Anschlägen und den folgenden teuren Kriegen der USA gekommen. Scheer wurde daraufhin seiner Aussage nach fast 30-jähriger Mitarbeit von der Los Angeles Times entlassen.

### Nicht erwähntes Dringlichkeitstreffen
Der Journalist Bob Woodward beschrieb 2006 ein Treffen von CIA-Direktor Tenet und dem Chef der CIA-Antiterroreinheit Cofer Black mit Condoleezza Rice am 10. Juli 2001. Tenet habe erstmals einen Sofortbesuch per Telefon erbeten, um auf akute Anschlagsdrohungen Al-Qaidas auch gegen die USA selbst aufmerksam zu machen und sofortige Gegenmaßnahmen zu verlangen. Beide hätten den Eindruck gehabt, Rice habe sie auflaufen lassen und nur die Überprüfung der laufenden Antiterrorpläne zugesagt. Weil weder die Joint Inquiry noch der Kommissionsbericht das Treffen erwähnten, habe Black den Kommissionsmitgliedern nachgesagt, manche Dinge nicht wissen zu wollen. Zelikow habe von dem Treffen gewusst, aber Tenet und Black hätten Ort, Zeit und Art der befürchteten Anschläge nicht gewusst und die geforderte Sofortaktion nicht konkretisiert.
Ein Sprecher des Weißen Hauses bestätigte das Treffen, nicht aber die beschriebene Frustration von Tenet und Black darüber: Davon hätten die beiden der 9/11-Kommission nichts mitgeteilt. Jamie Gorelick erklärte, der Kommissionsstab sei nie über das Treffen informiert worden, sonst hätte er ganz sicher nachgefragt und es in den Bericht aufgenommen. Stabsmitglied Peter Rundlet bestätigte das. Es sei schockierend, dass die Regierung einen derart ernsten Alarmruf der beiden bestinformierten Terrorexperten missachtet habe. Rice, Tenet und Black hätten das Treffen weder bei privaten noch öffentlichen Befragungen beschrieben, obwohl es für die Untersuchung zentral relevant war. Dass alle drei den Termin vergessen haben könnten, sei undenkbar. Auch die Dokumente von CIA und Weißem Haus hätten darauf verweisen müssen. Selbst wenn nur einer den Termin vergessen hätte, hätte dieser irgendwo schriftlich auftauchen müssen. Daher sei es wahrscheinlich, dass das Treffen gezielt vertuscht werden sollte (cover up).
Dem widersprach Tenet 2007 in seinen Memoiren. Er habe der Kommission in nicht öffentlicher Sitzung durchaus von dem Treffen berichtet. Warum es in deren Bericht fehle, sei ihm unerklärlich. Senatsprotokolle bestätigten, dass Tenet eine Gruppe von Senatoren am 12. Juli 2001 ebenso wie Rice alarmiert hatte. Tenet zufolge waren auch der für Alec Station zuständige CIA-Beamte Richard Blee und Richard Clarke am 10. Juli dabei. Blee habe Rice gewarnt, die Indizien verwiesen auf „spektakuläre“, multiple, simultane Anschläge mit möglichst vielen Todesopfern, eventuell in den USA selbst. Bin Ladens Drohung damit sei seinen Anhängern im Mittleren Osten bekannt und kein Bluff, da er andernfalls dort Popularität und Geldspenden einbüßen würde. Die USA sollten die Nordallianz in Afghanistan für proaktive Gegenmaßnahmen benutzen.

### Ungeklärte Nichtweitergabe von Daten
Nach Aussage von George Tenet vor der Joint Inquiry hatte die CIA Anfang Januar 2000 ein Al-Qaida-Treffen in Kuala Lumpur überwacht und dabei über eine Passkopie den Namen und das bis 6. April 2000 gültige Einreisevisum von Khalid al Mihdhar ermittelt. Um die Überwachung fortzusetzen, informierte sie nur das FBI darüber, nicht das Außenministerium, das Einreise und Visaverlängerung hätte verbieten können. In Bangkok verlor die CIA Mihdhars Spur. Im August 2001 erfuhr sie, dass er mit Nawaf al Hazmi am 15. Januar 2000 in die USA eingereist, am 10. Juni 2000 ausgereist und am 4. Juli 2001 erneut eingereist war. Am 23. August 2001 veranlasste sie, die beiden Personen auf die Watchlist zu setzen.
Der Kommissionsbericht ergänzte diesen Verlauf: Im März 2000 erfuhr das Counterterrorism Center auch von Hazmis Einreise in die USA am 15. Januar 2000, behielt aber auch diese Information für sich. Laut einer Fußnote versuchte ein FBI-Agent im August 2001, dem FBI-Hauptquartier Einreise- und Visadaten Mihdhars zu melden. Eine CIA-Offizierin habe ihm das untersagt, aber ihren CIA-Kollegen einige Stunden später mitgeteilt, Mihdhars Daten seien dem FBI gemeldet worden. Sie habe zugegeben, dass sie selbst die Information nicht weitergab, aber niemand nennen können, der es getan habe. Niemand sonst habe die Weitergabe bezeugt. Damalige Dokumente (darunter der Bericht des Generalinspektors vom 2. Juli 2004) widersprächen der Angabe. Somit blieb offen, ob die CIA Hazmi und Mihdhar in den USA überwacht oder warum sonst sie ihren Aufenthalt 18 Monate lang nicht weitergemeldet hatte.
Für die Jersey Girls beweist das Wissen der CIA von der Einreise der beiden Al-Qaida-Mitglieder und seine absichtliche Nichtweitergabe, dass bestimmte Personen und Unterlassungen die Anschläge ermöglichten. Es sei inakzeptabel, dass der Bericht den Vorgang nicht aufgeklärt, die für das Zurückhalten dieser Information Verantwortlichen nicht ermittelt und benannt habe.
Im Oktober 2009 erklärte Richard Clarke in einem Interview dazu: Nach seiner Kenntnis hätten 50 CIA-Mitarbeiter von Hazmis und Mihdhars Einreise gewusst. Man habe ihm solche Informationen immer automatisch mit den täglichen Warnberichten zugestellt, nur diese nicht. George Tenet habe ihn auch sonst über jedes kleinste Detail zu Al-Qaida informiert. Weder beim Dringlichkeitstreffen am 10. Juli 2001 noch beim Kabinettstreffen am 4. September 2001 hätten Tenet, Cofer Black und Richard Blee die Einreise der beiden Al-Qaida-Mitglieder erwähnt, obwohl diese Tatsache die geforderten Sofortmaßnahmen zu Al-Qaida hätte hervorragend begründen können. Andernfalls hätte er, Clarke, nachgefragt, weshalb er davon nichts erfahren habe. Mit dieser Information hätte er sofort eine landesweite öffentliche Suche nach den beiden einleiten können, die sie und ihre Kontaktpersonen anhand ihrer Kreditkarten und Hotelbuchungen in 24 Stunden aufgespürt und so die Anschläge verhindert hätte. Er glaube daher, dass ranghohe CIA-Beamte, wahrscheinlich Tenet selbst, die Nichtweitergabe dieser Information angeordnet hätten. Tenet habe auch die 9/11-Kommission unvollständig darüber informiert. Das könne er, Clarke, sich nur damit erklären, dass die CIA diese Personen als Agenten anwerben und das verdecken wollte. Clarke räumte ein, das nicht belegen zu können. Das Interview wurde erst Anfang August 2011 ausgestrahlt, nachdem Clarke seine Aussagen gegenüber den Redakteuren bestätigt hatte.
In einer gemeinsamen Stellungnahme bestritten Tenet, Black und Blee Clarkes Vorwürfe: Man habe ihm keine Information absichtlich vorenthalten und nicht versucht, Hazmi und Mihdhar als Agenten anzuwerben. Ihre Aussagen vor der Kommission seien vollständig gewesen und deren Bericht habe zutreffend gefolgert, dass die Führungen von CIA und FBI nichts vom Aufenthalt Hazmis und Mihdhars in den USA gewusst hätten. Der ehemalige CIA-Analyst Ray McGovern erklärte das Dementi für unglaubwürdig. Er erinnerte dazu an Tenets Falschaussage unter Eid vor der 9/11-Kommission, er habe Bush im ganzen Monat August 2001 nicht aufgesucht. Im Prozess gegen Moussaoui habe sich zudem erwiesen, dass Tenet am 23. August 2001 (einen Tag vor einem weiteren Treffen mit Bush) über Moussaouis Flugtraining informiert worden war. Was er Bush davon mitgeteilt habe, sei aufzuklären.

### Ungeklärte Rolle Saudi-Arabiens

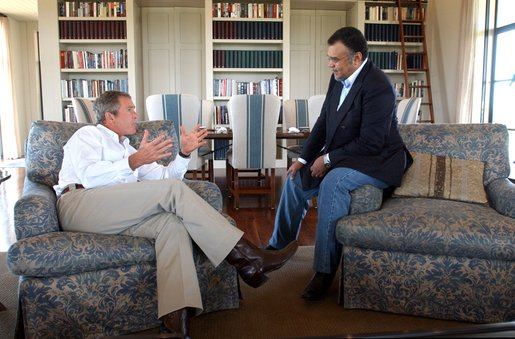
Bandar ibn Sultan mit George W. Bush (links) im August 2002

Ab 11. September 2001 hatten die US-Behörden viele Ausländer in den USA festgenommen und ihre Aufenthaltserlaubnis überprüft. Saudi-Arabiens Regierung erhielt ab 14. September 2001 Ausreiseerlaubnis und Sonderflüge für ihre Bürger, darunter 24 Angehörige Osama Bin Ladens. Zuvor prüfte das FBI deren Pässe und Visa, befragte einige ausreisewillige Saudis und stellte fest, keiner davon sei an den Anschlägen beteiligt gewesen. Der 9/11-Kommissionsbericht bestätigte dieses Ergebnis und stellte fest, die US-Regierung habe die Ausreiseflüge genehmigt und koordiniert, aber die FBI-Prüfung nach Beweislage nicht begrenzt. Der Bericht verwies auf sechs Charterflüge für insgesamt 142 saudische Bürger. Laut Michael Moores Dokumentarfilm Fahrenheit 9/11 (Premiere am 17. Mai 2004) war zudem am 13. September 2001, noch während des allgemeinen Flugverbots, ein Privatflug dreier terrorverdächtiger Saudis und eines FBI-Begleiters erfolgt. Kurz zuvor hatte Bush den saudischen Botschafter Bandar ibn Sultan getroffen. Die US-Regierung bestritt diesen Flug, doch die Fluggesellschaft räumte ihn im Juni 2004 ein.
Die Joint Inquiry hatte mögliche saudische Finanzhilfen für Al-Qaida zu untersuchen begonnen. Nach ihrem Bericht waren weder die CIA noch das FBI „zu einer abschließenden Bewertung in der Lage, in welchem Ausmaß es eine Unterstützung terroristischer Aktivitäten (durch saudische Regierungsstellen) global oder in den USA gegeben hat, und falls es eine solche Unterstützung gab, ob diese beabsichtigt oder unschuldiger Natur war“. Auf Bushs Befehl blieb das Kapitel des Ergebnisberichts dazu unter Verschluss, weil seine Freigabe laut Bush Quellen und Methoden im Antiterrorkrieg gefährdet hätte. Der Bericht erschien 2002 mit 28 leeren Seiten, um das Ausmaß der Zensur zu zeigen. Seitdem forderten die Vorsitzenden der Joint Inquiry Richard Shelby und Bob Graham deren Freigabe und eine gründliche Aufklärung möglicher Beiträge Saudi-Arabiens zu den Anschlägen.
Der Verfasser der 28 Seiten Michael Jacobson und die Rechtsanwältin Dana Lesemann durften in der 9/11-Kommission mit ihrer Sicherheitsfreigabe Spuren zu möglichen staatlichen Sponsoren der Anschläge weiterverfolgen. Dennoch verbot der Stabsvorsitzende Philip Zelikow Lesemann die beantragte Kopie der 28 Seiten und Befragung von verdächtigten Saudis. Als sie sich im Rahmen ihrer Befugnis eine Kopie besorgte, entließ er sie, ohne den Stab darüber zu informieren.
Die Kommission fand keine Beweise für Finanzhilfen saudischer Regierungs- oder Staatsbeamter an Al-Qaida. Sie schloss aber Beiträge unbekannter saudischer Privatspender nicht aus: Spenden auch für religiöse Extremisten seien in Saudi-Arabien üblich und bisher kaum offiziell kontrolliert worden. Die gesamte Anschlagsplanung habe 400- bis 500.000 US-Dollar gekostet; einige Geldquellen seien ungeklärt. Sie entlastete Bandars Gattin Haifa al Faisal. Diese hatte rund 130.000 US-Dollar an die Ehefrauen der saudischen Agenten Omar al-Bayoumi und Osama Bassnan überwiesen, die mit den späteren Flugzeugentführern Khalid al Mihdhar und Nawaf al-Hazmi befreundet waren. Der 9/11-Bericht schloss aus, dass die Überweisungen für die Entführer bestimmt waren. Viele Stabsmitglieder drückten ihren Dissent zu diesen Aussagen in Fußnoten aus. So belegte Jacobson eine Unterstützerzelle in Los Angeles um den saudischen Imam Fahad al-Thumairy und widerlegte dessen Behauptung, er habe Hazmi und Mihdhar nie gekannt und getroffen, durch seine Telefonate mit Bayoumi und Fahrten seines Chauffeurs mit den Entführern.
Bob Graham umschrieb die Funde in seinem Buch Intelligence Matters (2004): Prominente saudische Regierungs- und Geheimdienstmitglieder seien direkt an den zu den Anschlägen führenden Ereignissen beteiligt gewesen. Botschafter Bandar habe diese mitfinanziert. Die US-Behörden hätten dies systematisch verdeckt. Wegen neuer Indizien verlangte Graham seit 2012, die Immunität verdächtiger saudischer Diplomaten aufzuheben.
2013 durften die Kongressabgeordneten Walter B. Jones und Stephen Lynch die 28 Seiten einsehen, aber ihren Inhalt nicht bekanntgeben. Presseberichte verwiesen jedoch auf CIA-Dokumente, wonach hochrangige saudische Diplomaten und Geheimdienstoffiziere einigen Attentätern in den USA geholfen hätten:
- So soll der Konsulatsbeamte Fahad al-Thumairy mit Bayoumi ein Team gebildet haben, das Mihdhar und Hazmi im Januar 2000 dort empfing.
- Bayoumi soll ihnen dann mit Bassnan in San Diego Wohnungen, Mieten, Telefone und Privatkontakte zu dem Prediger Anwar al-Awlaki vermittelt haben.
- Als neuer Imam einer Moschee in Washington DC mit engen Kontakten zur saudischen Botschaft soll er einigen späteren Entführern im Sommer 2001 Hotelzimmer und Personalausweise besorgt haben.
- Das vom saudischen Botschafter und seiner Frau für Bassnans kranke Frau überwiesene Geld soll in die Hände der Entführer gelangt sein.
- In Sarasota (Florida) besuchten Atta und andere Attentäter Esam Ghazzawi, einen Berater des Neffen von König Fahd ibn Abd al-Aziz. Zwei Wochen vor den Anschlägen ließ dieser sein Haus mitsamt Möbeln und PKWs zurück.
- Am Vorabend der Anschläge zog der saudische Regierungsbeamte Saleh Hussayen in dasselbe Hotel, in dem drei Attentäter übernachteten. Das vermutete Treffen ließ sich nicht nachweisen; der Kommissionsbericht erwähnt den Vorgang nicht.
- Als Awlaki die USA 2002 verließ, wurde ein Haftbefehl für ihn kurzfristig aufgehoben. Als 2004 weitere Angehörige der saudischen Botschaft unter Terror- und Beihilfeverdacht für Al-Qaida gerieten, zog Saudi-Arabien Botschafter Bandar ab. Auf die Fälle angesetzte FBI-Agenten erklärten, das Weiße Haus habe sie wiederholt am Verfolgen der Spuren zur Botschaft gehindert. Graham erhielt keine Akteneinsicht zum Vorgang in Sarasota.

Deswegen verlangten Jones, Lynch und Graham eine Kongressresolution zur Freigabe des gesamten Berichts der Joint Inquiry. Im Dezember 2013 forderte eine Kongressresolution US-Präsident Barack Obama zur vollständigen Freigabe auf. Die 2014 eingesetzte 9/11 Review Commission des FBI bestätigte im März 2015 die Ergebnisse des 9/11-Berichts von 2004, ohne die Indizien für saudische Beteiligung zu berücksichtigen und mit Graham Kontakt aufzunehmen.
Seit März 2004 hatten mehr als 500 Opferangehörige saudische Regierungsangehörige auf Schadensersatz verklagt. Diese durften sich Anwälte der US-Regierung als Verteidiger wählen. Der in den USA inhaftierte Zacarias Moussaoui sagte als Zeuge in diesem Zivilrechtsprozess aus, er habe im Auftrag Osama bin Ladens eine Liste saudischer Geldgeber für Al-Qaida geführt. Darauf hätten auch hochrangige Regierungsmitglieder und Mitglieder der Dynastie der Saud wie Turki ibn Faisal und Bandar ibn Sultan gestanden. Ferner habe er, Moussaoui, mit einem Vertreter der saudischen Botschaft in den USA einen Anschlag auf die Präsidentenmaschine Air Force One erwogen. Moussaouis Aussage wurde am 5. Februar 2015 bekannt. Am Folgetag sagte das Weiße Haus zu, die Freigabe der 28 Seiten zu prüfen.
Im Juni 2015 brachte Senator Rand Paul einen Gesetzentwurf dazu in den US-Senat ein, der dort abgelehnt wurde. Im selben Jahr urteilte ein Bundesrichter, Saudi-Arabien genieße Immunität vor Schadensersatzansprüchen. Opferanwälte führten dies mit auf die Geheimhaltung der 28 Seiten zurück, in denen sie Beweise für eine Beteiligung der saudischen Regierung an den Anschlägen vermuteten. Im Januar 2016 unterstützte der Justizausschuss des Senats einen parteiübergreifenden Gesetzentwurf, die Immunität von Staatsregierungen aufzuheben, die US-Gerichte für Terroranschläge gegen US-Bürger auf amerikanischem Boden verantwortlich machen. Saudi-Arabien drohte, bei Inkrafttreten des Gesetzes US-Wertpapiere im Wert von 750 Milliarden US-Dollar zu verkaufen.
Im April 2016 wollte US-Präsident Obama Saudi-Arabien besuchen. Zuvor drängten Graham und einige frühere Mitglieder der 9/11-Kommission ihn erneut zur Freigabe der 28 Seiten. Laut Graham wurde der darin genannte Bayoumi schon vor den Anschlägen als saudischer Geheimagent in FBI-Akten geführt. Saudische Regierungsangehörige, reiche Saudis und Wohlfahrtsverbände hätten 9/11-Täter in den USA „substantiell unterstützt“. Der ehemalige FBI-Agent John Guandolo bekräftigte, Exbotschafter Bandar habe über einen Strohmann zumindest zwei 9/11-Attentäter finanziert. Bandar und andere saudische Eminenzen sollten als Terrorverdächtige eingestuft werden.
Am 14. Juli 2016 wurden die 28 Seiten großenteils freigegeben und im Internet veröffentlicht. Die US-Regierung hielt daran fest, sie enthielten keine Beweise für Saudi-Arabiens Beteiligung an den Anschlägen. Mitglieder der Joint Inquiry betonten, das Material erlaube keine definitiven Schlüsse, sondern biete weiterzuverfolgende Spuren. Medienberichte bekräftigten dagegen, Unterstützer einiger Attentäter mit Kontakten zur Regierung Saudi-Arabiens seien nun erwiesen.
Im September 2016 beschloss das Repräsentantenhaus den Justice Against Sponsors of Terrorism Act (JASTA), der die Immunität terrorverdächtiger Staaten aufzuheben erlaubt. Der Senat überstimmte Obamas Veto dagegen. Zugleich unterzeichneten viele Senatoren einen Brief von John McCain und Lindsey Graham, der vor unbeabsichtigten Folgen des Gesetzes für die nationale Sicherheit warnte und entschärfende Ergänzungen vorschlug. Saudische Lobbygruppen bestachen Veteranenverbände mit kostenlosen Reisen für ihre Mitglieder nach Washington DC, damit diese dort gegen das Gesetz warben. Doch mit der Freigabe der 28 Seiten konnten die Opferanwälte darin enthaltenen Spuren nachgehen und sie in die Anklage einbeziehen. So entdeckten sie:
- Zwischen Februar und Mai 1999 hatte Bassnan Schecks über insgesamt 74.000 US-Dollar eingelöst; zwei weitere Schecks kamen von Botschafter Bandar. Das FBI hatte seit 2002 vermutet, dass diese Summen von der Prinzessin-Haifa-Stiftung kamen und für medizinische Behandlungskosten bestimmt waren, aber für die Attentäter Hazmi und Mihdhar verwendet wurden.[118]
- Als das FBI den saudischen Beamten Saleh al-Hussayen zu seiner Übernachtung im selben Hotel wie drei Attentäter befragte, hatte er einen Krampfanfall vorgetäuscht und war dann aus dem Krankenhaus und den USA geflohen.
- Der saudische Agent Mohammed al-Qudhaeein hatte vor 9/11 nach Wegen gesucht, ins Cockpit eines Flugzeugs von American Airlines zu gelangen.
- Die Fluglizenz eines Al-Qaida-Attentäters steckte in einem Briefumschlag der saudischen Botschaft.[140]
- Der Somalier Omar Abdi Mohamed sammelte als Spitzel des saudischen Ministeriums für Islamische Angelegenheiten in San Diego Spenden. Von Dezember 1998 bis Mai 2001 hatte er insgesamt mehr als 370.000 US-Dollar von einer Zweigstelle der Organisation Global Relief in Chicago an die Western Somali Relief Agency geschickt, die sie an die Transferfirma Dahabshiil in Karatschi (Pakistan) weiterüberwies. Diese Firma hatte Al-Qaidas Kontaktmann Mohammed Sulaymon Barre kurz nach den Terroranschlägen auf US-Botschaften in Daressalam und Nairobi gegründet. Barre ist bis heute in Guantanamo inhaftiert; die US-Regierung hat seine Verhörsergebnisse bisher nicht freigegeben.
- Omars saudischer Chef Khaleid Sowailem leitete die der Terrorhilfen verdächtigte Missionsorganisation Da’Wah und war in der saudischen Botschaft in Washington DC angestellt. Der Agent Bayoumi telefonierte 2001 rund 30 mal direkt mit ihm, als er Hazmi und Mihdhar in San Diego betreute.

Der Opferanwalt Jim Kreindler glaubt, dass Omars Überweisungen im Auftrag der saudischen Botschaft erfolgten und die Anschläge finanzierten, indem sie über Barre an Chalid Scheich Mohammed in Karatschi gelangten, der den Attentätern dann große Barbeträge durch Kuriere überbringen ließ. Seit März 2017 verklagt Kreindler Saudi-Arabien auf 10 Mio. US-Dollar für jeden toten Angehörigen seiner mittlerweile 850 Mandanten.
Bis Oktober 2017 führten die Opferanwälte ihre Klagen gegen Saudi-Arabien zusammen. Ihre gemeinsame Anklageschrift belegt, dass die saudische Königsdynastie die extremen Wahhabiten seit Jahrzehnten mit hohen Geldsummen gefördert und Wohltätigkeitsvereine wie die Islamische Weltliga und die International Islamic Relief Organization auch Al-Qaida unterstützt hatten. Weil diese Organisationen sich zu saudischen Staatsorganen erklärten, fielen sie in den USA unter den Foreign Sovereign Immunity Act und entgingen so bisher der Strafverfolgung.
Im März 2018 ließ ein Bundesgericht in New York die Anklagen der Opferfamilien zu.
Seitdem wurden weitere Indizien der Anklage bekannt:
- Saudische Geheimdienstoffiziere kannten nach Eigenaussagen die Al-Qaida-Mitgliedschaft der späteren 9/11-Attentäter schon seit deren Ankunft in den USA. Sie widersprachen damit den Angaben ihrer Regierung, die saudische Botschaft habe allen saudischen Bürgern geholfen.
- Fahad al-Thumairy, der frühere Konsulatsbeamte und Imam einer von den Attentätern besuchten Moschee in Kalifornien, arbeitet seit seiner Ausweisung aus den USA 2003 in Riad für die saudische Regierung.
- Der FBI-Agent Steven Moore, der die Aufklärung des Anschlags auf das Pentagon leitete, widerspricht der 9/11-Kommission: Man habe sehr wohl Beweise für saudische Hilfen an Attentäter, darunter die von Thumairy und Bayoumi für Hazmi und Mihdhar. Thumairy sei dazu vom FBI nie direkt befragt worden.

Das FBI hält Akten zu Thumairy und Bayoumi bisher zurück. Eine Freigabe durch US-Präsident Donald Trump gilt wegen dessen Rückhalt für die saudische Königsdynastie als unwahrscheinlich. In ihrem 2018 erschienenen Buch The Watchdogs Didn't Bark beschrieben John Duffy und Ray Nowosielski die neueren Indizien für saudische Komplizenschaft und die kontinuierlichen Vertuschungsversuche von US-Behörden.
Zum 20. Jahrestag der Anschläge veröffentlichte das FBI ein vorher geheim gehaltenes Memo zu 9/11-Ermittlungen über die Rolle Saudi-Arabiens. Das FBI befolgte damit eine Anweisung von US-Präsident Joe Biden, von dem Angehörige der 9/11-Opfer diesen Schritt gefordert hatten. In dem teilweise geschwärzten 16-seitigen Dokument werden Kontakte zwischen den Entführern der vier Passagiermaschinen und saudi-arabischen Beamten skizziert. Es gibt dem Memo zufolge aber keinen Beweis dafür, dass die Regierung von Saudi-Arabien an den Anschlägen beteiligt war.

### Ungeklärter Beitrag Pakistans
Laut The Times of India soll der britische Islamist Ahmad Omar Sheikh vor den Anschlägen 100.000 US-Dollar an den späteren Attentäter Mohammed Atta überwiesen haben. Mahmoud Ahmad, damals Chef des Geheimdienstes Inter-Services Intelligence (ISI) in Pakistan, soll die Überweisung angeordnet haben. Der General soll deshalb im Oktober 2001 auf Druck der US-Regierung vorzeitig pensioniert worden sein. Die Angaben stammten von ungenannten Regierungsstellen Indiens. Einige westliche Medien griffen den Bericht ungeprüft auf und vermissten eine Anklage gegen Mahmoud. Spätere Berichte über die Festnahme des mutmaßlichen Geldbeschaffers nannten ihn Mustapha Ahmed al-Hawsawi und erwähnten keine Beteiligung des ISI. Auch die Times Of India erwähnte ISI dazu später nicht mehr.
Das FBI teilte der 9/11-Kommission mit, man habe keine Beweise für Zahlungen des ISI an die Attentäter gefunden. Die Investigativjournalisten Anthony Summers und Robbyn Swan halten die ersten Meldungen dazu für Propaganda der indischen Regierung, die den Erzrivalen Pakistan schon länger der Terrorbeteiligung bezichtigt hatte. Sie verweisen aber auch auf langjährige Beziehungen des pakistanischen Geheimdienstes ISI zu den Taliban und angeblich zu Bin Laden.

### Ungeklärte Vorwarnungen
Im Februar 2004 sagte der frühere FBI-Mitarbeiter Behrooz Sarshar, ein Dolmetscher für Farsi, vor dem Generalinspektor des Justizministeriums, dem Rechtsausschuss des Senats und drei Stabsmitgliedern der 9/11-Kommission aus. Er habe für zwei FBI-Agenten in Washington DC Hinweise eines iranischen Agenten übersetzt, der Kontakte zu Al-Qaidas innerem Führungskreis in Afghanistan hatte und als sehr verlässlich galt. Der Agent habe im April 2001 von geplanten Anschlägen Al-Qaidas mit Flugzeugen und Selbstmordattentätern gegen New York, Chicago und Los Angeles berichtet. Einige der Täter seien schon in den USA und ließen sich zu Piloten ausbilden. Die Anschläge würden in den nächsten Monaten erfolgen. Der iranische Agent habe mehrmals nachgefragt, ob seine Information weitergemeldet und etwas dazu unternommen worden sei. Der FBI-Vorgesetzte Thomas Frields protokollierte die Aussage; ob sie wie üblich an das FBI-Hauptquartier telegrafiert wurde, ist unklar. Frields und der damalige FBI-Direktor Dale Watson gaben keine Kommentare dazu ab. FBI-Kenner bezweifelten Sarshars Aussage, weil das FBI ihn zuvor aus unbekannten Gründen entlassen wollte und er daraufhin selbst gekündigt hatte.
Die nach den Anschlägen vom FBI angestellte Übersetzerin Sibel Edmonds hatte die Kommission veranlasst, Sarshar zu befragen. Sie und Kristen Breitweiser, eines der Jersey Girls, waren bei seiner Aussage anwesend. Edmonds sagte ihrerseits aus, viele Terrorhinweise seien im FBI nicht korrekt übersetzt worden, weil die Übersetzer inkompetent oder antiamerikanisch eingestellt seien. Vorgesetzte FBI-Beamte bestätigten einige ihrer Vorwürfe; andere wiesen darauf hin, dass sie nach einer internen Beschwerde gegen einen ihrer Kollegen vom FBI aus unklaren Gründen entlassen worden war und auf Abfindung geklagt hatte. Im Kommissionsbericht fehlen die Aussagen von Sarshar und Edmonds. Sie gründete daraufhin im August 2004 die National Security Whistleblowers Coalition und trat seither als scharfe Kritikerin der 9/11-Kommission hervor.
2011 gab die US-Regierung das Stabsprotokoll von Sarshars Aussage frei, machte deren Inhalt jedoch unkenntlich. Nur die zitierte Überschrift „Kamikaze Pilots“ weist auf mögliche Selbstmordanschläge mit Flugzeugen hin. Die Jersey Girls verlangten am 31. Januar 2011 sofortige Aufklärung über die Folgen von Sarshars Aussage von 2004, über die Gründe der Zensur, und deren Aufhebung. Weil die früheren Kommissionsvorsitzenden nicht darauf antworteten, veröffentlichte Sibel Edmonds am 2. Februar 2011 einen Text, der nach ihren Angaben Sarshars Aussage vor dem Generalinspektor, dem Rechtsausschuss des Senats und Senator Patrick Leahy wiedergibt, bei denen sie anwesend gewesen sei.

### Zusammengefasste Kritik
2011 bestätigten die Investigativjournalisten Anthony Summers und Robbyn Swan das Hauptergebnis der 9/11-Kommission: Erhebliches Chaos in den Flugaufsichtsbehörden, das Missachten zahlreicher Warnungen im Vorfeld durch die Regierung und Nichtweitergabe von Informationen zwischen Sicherheitsdiensten hätten die Anschläge ermöglicht. Sie wiesen einige Verschwörungsthesen als haltlos zurück, darunter: Die Anschläge seien eine Aktion unter Falscher Flagge gewesen; die Bush-Regierung habe sie wissentlich zugelassen oder sich aktiv an ihnen beteiligt; die WTC-Gebäude seien in Wahrheit gesprengt worden. Sie fassten aber auch Mängel des Berichts zusammen, die seit 2004 immer wieder kritisiert worden waren:
- Er sei der Frage nicht nachgegangen, weshalb die CIA ihr Wissen seit März 2000 von der Einreise zweier Al-Qaida-Mitglieder in die USA nicht an das FBI weitergab.
- Er habe die finanziellen Verbindungen der Flugzeugentführer nach Saudi-Arabien nicht aufgedeckt. Das entsprechende Kapitel sei ohne zureichende Begründung unter Präsident Bush geheim gehalten und trotz versprochener Freigabe auch unter Barack Obama bis dahin nicht veröffentlicht worden.
- Er habe eine interne Anfrage Philip Zelikows an die Kommissionsleiter, wie mit Falschaussagen von Zeugen der US Air Force, der FAA und NORADs umzugehen sei, nicht weitergegeben. Die Anfrage wurde erst 2009 bekannt. Wichtige Aussagen der FAA, die das Ausmaß ihres Versagens deutlich machten, seien unerwähnt geblieben.
- Er habe den FBI-Fund eines vierseitigen Schriftstücks („Geistliche Anleitung“) im Gepäck Mohammed Attas und in einem PKW von Nawaf al-Hazmi am Washington Dulles International Airport nicht erwähnt.
- Er habe die Aussage von Able-Danger-Mitarbeitern nicht erwähnt, dass das Pentagon bestimmten Zeugen die Aussage vor der 9/11-Kommission verboten habe und Dokumente darüber zerstört worden seien.
- Er habe nicht erwähnt, dass die DIA dem FBI ihr Wissen des Jahres 2000 über vier spätere Flugzeugentführer vorenthalten habe.
- Die Kommission habe den Al-Jazeera-Redakteur Yosri Fouda ohne Begründung nicht befragt, obwohl preisgekrönte Journalisten wie Peter Bergen und Ron Suskind Foudas Interview mit den Planern der Anschläge als glaubwürdig eingestuft hatten. Die im Kommissionsbericht wiedergegebenen Aussagen der Al-Qaida-Planer aus CIA-Verhören stimmten jedoch im Wesentlichen mit ihren von Fouda berichteten Aussagen überein.

Diese und andere Auslassungen des Berichts müssten ohne Verschwörungstheorien aufgeklärt werden.
Der Publizist Paul Craig Roberts kam 2011 zu einem ähnlich kritischen Resümee:
- Mehrere Kommissionsmitglieder, darunter Kean, Hamilton, John Farmer und Max Cleland, hätten sich seit 2004 von einigen Punkten des Kommissionsberichts distanziert.
- Sie hätten bezeugt, dass die Bush-Regierung die Aufklärung behindert und der Kommission bewusst Informationen vorenthalten habe.
- Vertreter des Pentagon, der FAA und von NORAD hätten die Kommission so stark belogen, dass diese erwog, ihre Falschaussagen als Obstruktion von der Justiz untersuchen zu lassen.

Roberts ergänzte seinerseits:
- Der 9/11-Bericht habe die meisten Fragen der Opferangehörigen nicht beantwortet.
- Die Kommission habe wichtige Zeugen nicht vorgeladen und nur Zeugen gehört, die die Regierungssicht bestätigten, um die tatsächlichen Vorgänge kontrolliert politisch zu verdecken.
- Sie sei aus ehemaligen Politikern zusammengesetzt gewesen, bekannte Experten seien nicht in sie berufen worden.[160]

## Konsequenzen

### Neuorganisation der Sicherheitspolitik
Die Gründung des Department of Homeland Security („Heimatschutzministerium“) im November 2002 erfüllte die wichtigste Empfehlung der Kommission. Es berichtete 2011 über seine Fortschritte bei der Umsetzung weiterer Empfehlungen der 9/11-Kommission.
Anders als vergleichbare frühere Untersuchungen nationaler Katastrophen nahm die US-Öffentlichkeit die Ergebnisse der 9/11-Kommission anfangs weithin als autoritativ, legitim und fair auf. Opferfamilien und die Kommissionsmitglieder nutzten den Bericht effektiv zum Durchsetzen eines politischen Reformpakets. Gleichwohl galt der Bericht nicht als Abschluss, sondern Auftakt einer umfassenden Aufarbeitung des 11. Septembers, angeregt durch seine Informationsfülle und wahrscheinliche weitere Entdeckungen.
Das Familienkomitee setzte sich für die Umsetzung der geforderten strukturellen Konsequenzen ein und führte eine öffentliche Namensliste der Kongressmitglieder, die diese Umsetzung verzögerten. Nachdem die Kommissionsempfehlungen im Dezember 2004 per Gesetz erfüllt worden waren, löste es sich auf.

### Delegitimation des Irakkriegs
Im November 2005 fand das Senat Intelligence Committee heraus, dass die DIA al-Libis im Bericht erwähnte Aussagen intern schon im Februar 2002 als „absichtlich irreführend“ eingestuft hatte, weil er keine Details zur angeblichen Ausbildung im Irak angeben konnte und offenbar nur Erwartungen seiner Verhörer erfüllen wollte. Dennoch hatten Bush (ab Oktober 2002) und Außenminister Colin Powell (am 5. Februar 2003 vor dem UN-Sicherheitsrat) den Irakkrieg auch mit al-Libis angeblichem Geständnis gerechtfertigt. Ein Bericht des Senatsausschusses zum Gebrauch von Geheimdienstinformationen für den Irakkrieg stellte im Juni 2008 fest, dass al-Libi seine Falschaussage wegen der Androhung von Folter gemacht hatte. Dennoch hätten die Geheimdienste mit der Weitergabe solcher Aussagen entsprechende falsche Angaben der Regierung unterstützt.
Im April 2009 sagte ein früherer Geheimdienstoffizier vor dem Senatsausschuss aus, dass Vizepräsident Dick Cheney und Verteidigungsminister Donald Rumsfeld die „erweiterten Verhörmethoden“ ab August 2002 ohne jede rechtliche Grundlage angeordnet hatten, auch weil sie unbedingt Beweise für eine Verbindung zwischen dem Irak und Al-Qaida haben wollten. Powells Stabschef Lawrence Wilkerson bestätigte dies auch im Fall al-Libis.
Die Historikerin Kathryn S. Olmsted stellte 2009 die historische Bedeutung der 9/11-Kommission heraus: Bei nationalen Katastrophen hätten die Präsidenten regelmäßig einige ausgewählte angesehene Staatsmänner beauftragt, deren Ursachen zu untersuchen, so mit der Untersuchungskommission zum Angriff auf Pearl Harbor (1942), der Warren-Kommission (1963) und der Rockefeller-Kommission (1975). Diese hätten immer auch eine regierungsunabhängige Aufklärung des Themas im Kongress vermeiden und öffentlich umlaufenden Verschwörungstheorien begegnen sollen. Anders als diese Vorgänger sei die 9/11-Kommission jedoch auf den Druck von Opferfamilien hin gegen den Willen des Präsidenten gebildet worden. Sie habe mit Richard Clarke erstmals einem angesehenen, kaum angreifbaren Antiterrorexperten der Regierung eine Bühne geboten. Seine Aussage habe weitere Insider ermutigt, die Verschwörungstheorie der Regierung zu entkräften, der Diktator des Irak habe Al-Qaida gegen die USA unterstützt. Seitdem hätten immer weniger US-Bürger diese Behauptung geglaubt. Die allmähliche Abkehr vom Irakkrieg sei somit ein Erfolg der 9/11-Kommission.

### 9/11 Truth Movement
Bushs Blockade der Kommission und sein Versuch, ihr relevante Dokumente vorzuenthalten, erzeugten erhebliches Misstrauen. Weil die Bush-Regierung anfangs jede Warnung, dann Warnungen vor Flugzeugentführungen, dann Warnungen vor Anschlägen mit Flugzeugen in den USA bestritten hatte, wirkte das PDB vom 6. August 2001 entlarvend. Nun glaubten immer mehr US-Bürger, Bush wolle nicht nur Inkompetenz, sondern ein konkretes Vorherwissen von den Anschlägen verbergen.
Vertreter des 9/11 Truth Movements gehen weiter und folgern eine heimliche Regierungsbeteiligung durch kriminelles passives Zulassen oder sogar aktives Herbeiführen der Anschläge. Sie lehnen den Kommissionsbericht insgesamt ab und stellen ihn als bewusste Irreführung der Öffentlichkeit dar. Sie behaupten oft, der Bericht habe die Einsturzursachen der WTC-Gebäude nicht behandelt, um andere, „wahre“ Ursachen des 11. Septembers zu vertuschen. Er erwähne das damals kollabierte WTC 7 nicht einmal. Die Kommission habe „entschieden“, diesen Kollaps nicht einmal zu diskutieren. Denn sie habe gewusst, dass WTC 7 absichtlich gesprengt worden sei, da ein Zeuge ihr von Explosionsgeräuschen im Innern des Gebäudes berichtet habe. Das könnten nur Regierungsbeamte verursacht haben, da nur sie am 11. September Zutritt zum Gebäude gehabt hätten. Um diese Regierungsbeteiligung zu verdecken (cover up), habe man WTC 7 nicht diskutiert. Man habe es dem NIST „überlassen“, eine Einsturztheorie „herbeizuzaubern“. Jedoch umfasste der Untersuchungsauftrag der Kommission die Folgeschäden der Anschläge gar nicht. Ihr Bericht verwies auf die damaligen vorläufigen Untersuchungen des NIST zu den WTC-Gebäuden und erwähnt einige Male auch 7 WTC.
Einige Autoren berufen sich auf Kritik von Kommissionsmitgliedern und investigativen Journalisten an Fehlern, Widersprüchen, ungeklärten Fragen oder fehlenden Details im Kommissionsbericht, ziehen daraus aber andere Schlüsse. So folgerte Mark H. Gaffney aus den von Shenon aufgedeckten Falschbehauptungen Tenets und anderer, man könne der CIA grundsätzlich nicht trauen. Die 9/11-Kommission habe ihr gesetzliches Ziel, die Ursachen der Ereignisse möglichst vollständig aufzuklären, nicht erfüllt. Dieselben Machtinteressen, an denen sie laut Shenon gescheitert sei, würden eine neue, unabhängige Untersuchung verhindern, wie sie das „Truth Movement“ bis heute fordert. Peter Dale Scott erkannte an, dass der Bericht „in vielen Bereichen eine nützliche und akkurate Zusammenfassung der Ereignisse“ biete. Diese Anerkennung erlaube dem 9/11 Truth Movement, andere, angeblich irreführende Teile des Berichts „als Beweise dafür zu benutzen, was unterdrückt wurde.“
Am 11. September 2001 führte NORAD drei Manöver durch, die einen äußeren kriegerischen Angriff auf die USA simulierten. Eins davon fand im Nordostsektor der USA statt und verringerte die Zahl der verfügbaren Kampfjets zum Abfangen entführter Flugzeuge. Autoren des 9/11 Truth Movements messen diesen Manövern erhebliche Bedeutung zu und unterstellen, sie hätten die Anschläge verdecken oder rechtzeitige Reaktionen des Militärs darauf absichtlich verhindern sollen. Der Kommissionsbericht dagegen erwähnte nur das Manöver Vigilant Guardian in einer Fußnote: Es habe die Reaktion auf die Nachricht von realen Entführungen allenfalls um Sekunden verzögert. Zugleich seien deswegen mehr Stabsmitglieder bei NORAD und dem Nordostsektor anwesend gewesen. Die Tonbandmitschnitte der Kommunikation von NORAD und NEADS mit der FAA am 11. September 2001 wurden 2006 veröffentlicht. Sie bestätigen nach Medienberichten die Darstellung der 9/11 Kommission, zeigen aber auch, dass von ihr befragte NORAD-Zeugen ihre Verstöße gegen die Verfahrensprotokolle zu verdecken und ihre Reaktionen durch falsche Zeitangaben zu beschönigen versucht hatten.